# 莱特兄弟
萊特兄弟（英語：Wright brothers），即奧維爾·萊特（Orville Wright，1871年8月19日—1948年1月30日）和威爾伯·萊特（英語：Wilbur Wright，1867年4月16日—1912年5月30日），是美國的航空先驅，他們因發明、製造並駕駛世界上第一架成功的飛機而聞名。於1903年12月17日在北卡羅來納州基蒂霍克以南四英里（約6公里，今屠魔崗）處使用萊特飛行器進行首次受控、持續發動機驅動重於空氣的飛行。1904年，萊特兄弟研發了萊特飛行器二號，實現了更長的飛行，並首次完成了圓形飛行。隨後在1905年，他們推出了第一架真正實用的固定翼飛機－萊特飛行器三號。
萊特兄弟的突破性發明在於他們創造了三軸控制系統，使飛行員能夠有效地操縱飛機並保持平衡。他們的飛行控制系統使固定翼動力飛行成為可能，並且至今仍是各種飛機的標準配備。（p. 183）他們的第一項美國專利並沒有宣稱發明了飛行機器，而是操縱飛行機器表面的空氣動力學控制系統。從他們開始航空工作的那一刻起，威爾伯和奧維爾就專注於開發可靠的飛行員控制方法，認為這是解決「飛行問題」的關鍵。這種方法與當時其他實驗者顯著不同，後者更強調開發強大的引擎。透過使用自製的小型风洞，萊特兄弟收集了比以往任何人都更準確的數據，使他們能夠設計出更有效率的机翼和螺旋桨。（p. 156）（p. 228）
兄弟倆透過在俄亥俄州代頓的商店裡從事印刷机、自行車、引擎和其他機械多年的工作，獲得了他們成功所需的機械技能。他們在自行車方面的工作尤其影響了他們的信念，即飛行器等不穩定的車輛可以透過實踐來控制和平衡。（p. 169）這在當時為普遍趨勢，許多其他航空先驅也都是熱心的自行車愛好者，並以各種方式參與了自行車業務。從1900年到1903年末進行首次動力飛行之前，萊特兄弟進行了廣泛的滑翔機測試，這也培養了他們作為飞行员的技能。他們的店鋪技師查爾斯·泰勒成為團隊的重要成員，與兄弟倆緊密合作，製造了他們的第一台飛機引擎。
萊特兄弟作為飛機發明者的地位受到許多反對主張的質疑。關於聲稱首次動力飛行的眾多競爭性主張仍存在許多爭議。代頓航空遺產國家歷史公園的歷史學家愛德華·羅奇（Edward Roach）認為，萊特兄弟是優秀的自學成才的工程師，能夠經營一家小公司，但沒有業務技能或氣質來主導日益增長的航空業。

## 童年
威尔伯·莱特1867年出生在印地安那州米爾維爾鎮附近；奥维尔則于1871年出生在俄亥俄州的代顿市。父亲米尔顿·莱特（Milton Wright，1828－1917年）是英裔美国人和荷兰人的后代。母亲苏珊·凯瑟琳·科纳（Susan Catherine Koerner，1831－1889年）则是德国人和瑞士人的后代。
莱特兄弟是七兄妹中的两位，他们的兄弟姐妹有瑞赫琳（Reuchlin，1861－1920年）、洛林（Lorin，1862－1939年）、凯瑟琳（Katharine，1874－1929年）、以及双胞胎欧提斯（Otis）和艾达（Ida。两人生於1870年，在襁褓中便不幸双双夭折）。
莱特兄弟的父亲是基督教协基会的主教，因此常常出门旅行。1878年，旅行归来的父亲给年幼的孩子们带回一个新奇的手信：一个像是直升机的玩具。这个玩具根據法國航空先驅阿尔冯斯·潘瑙的發明设计而成，大約一英尺長，用紙、竹子以及軟木制成，並附有一個橡皮圈用來驅動它的螺旋桨。两兄弟兴高采烈地把玩这件新奇的玩意，把它弄坏以后还试着自己仿制了一个。萊特兄弟日后曾回忆说是這個玩具激发了他們對飛行的浓厚興趣。在小学读书期间奥维尔非常调皮捣蛋，以至于曾一度被学校开除。

## 学业和早期职业

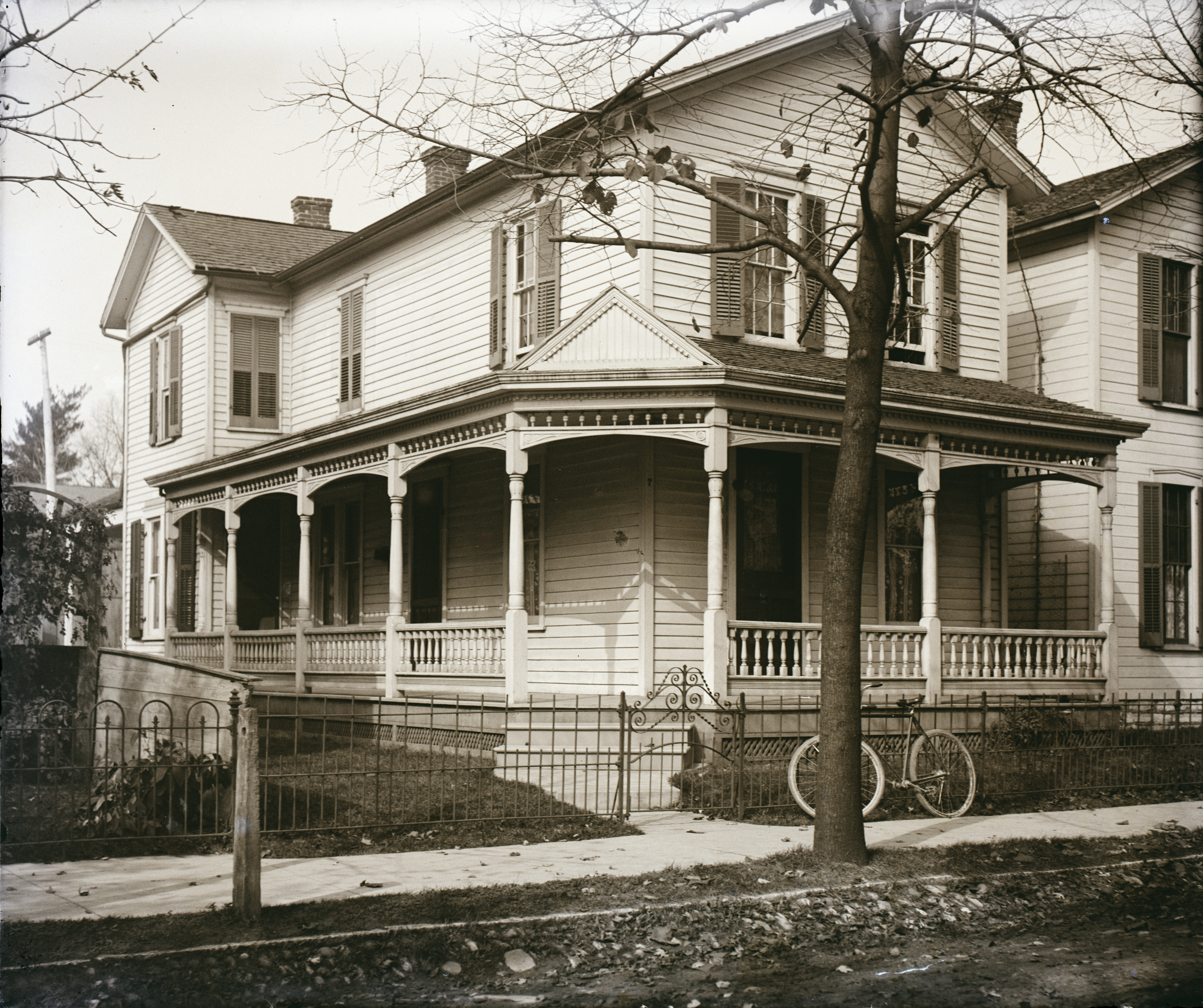
莱特兄弟在1900年左右时的住所，位于代顿市山楂树街7号。照片中环绕房子的门廊是两兄弟在19世纪90年代自建的

莱特兄弟两人都读过高中，却都没能获得毕业文凭。其中威尔伯本已完成了高中四年的学业，可是莱特一家在1884年仓促地从他就读的里士满搬回了他们在70年代的老家代顿，让他与那张文凭失之交臂。
1885年至1886年间的一个冬日，威尔伯外出跟朋友们溜冰玩耍，却不料乐极生悲——一根曲棍球棍意外挥到他脸上打掉了他的门牙。虽然伤势没有大碍，但事故的打击却让他性情大变。原本活泼好动的他从此一下子变得孤僻寡言，最终竟没有按计划到耶鲁大学继续自己的学业——这是他人生中的一个重要的转捩点——若他当时选择了继续学业，日后便极有可能不会跟奥维尔一道去追逐他们的飞行之梦了。在接下来的几年里，他为了照顾肺结核病晚期的母亲而足不出户，一有时间就躲进父亲的藏书室孜孜不倦地阅读。在协助父亲调解基督教协基会的内部争端时，他的社交和组织能力开始初露锋芒。但在这段日子里，他对自己胸无大志虚度时光的现状感到焦虑不安，并在跟别人交流时不经意地流露出来。
1889年，读到高三的奥维尔辍学开办了一家印刷厂，而威尔伯也摆脱了困扰他多年的抑郁加入了弟弟的公司，兄弟俩一道设计并打造了属于自己的印刷机。在奥维尔主办《西边新闻周报》（West Side News）期间威尔伯担任过该报编辑，后来又为《每日晚报》（Evening Item）工作了几个月。奥维尔的高中同学兼好友，蜚声国际的非洲裔美国诗人保罗·劳伦斯·邓巴也是他们的客户之一，他在莱特兄弟发行《代顿闲谈周报》的时候还给该报做过一段时间的编辑。
随着安全型自行車的发明，一股自行车热潮席卷了美国上下。1892年，嗅到了商机的莱特兄弟也跟风开办了一家自行车销售和维修店（莱特自行车交易所，后改名为莱特自行车公司），并在1896年开始生产自有品牌的自行车，以此作为资金来源来支持自己对飞行愈发浓厚的兴趣。

## 飞行试验

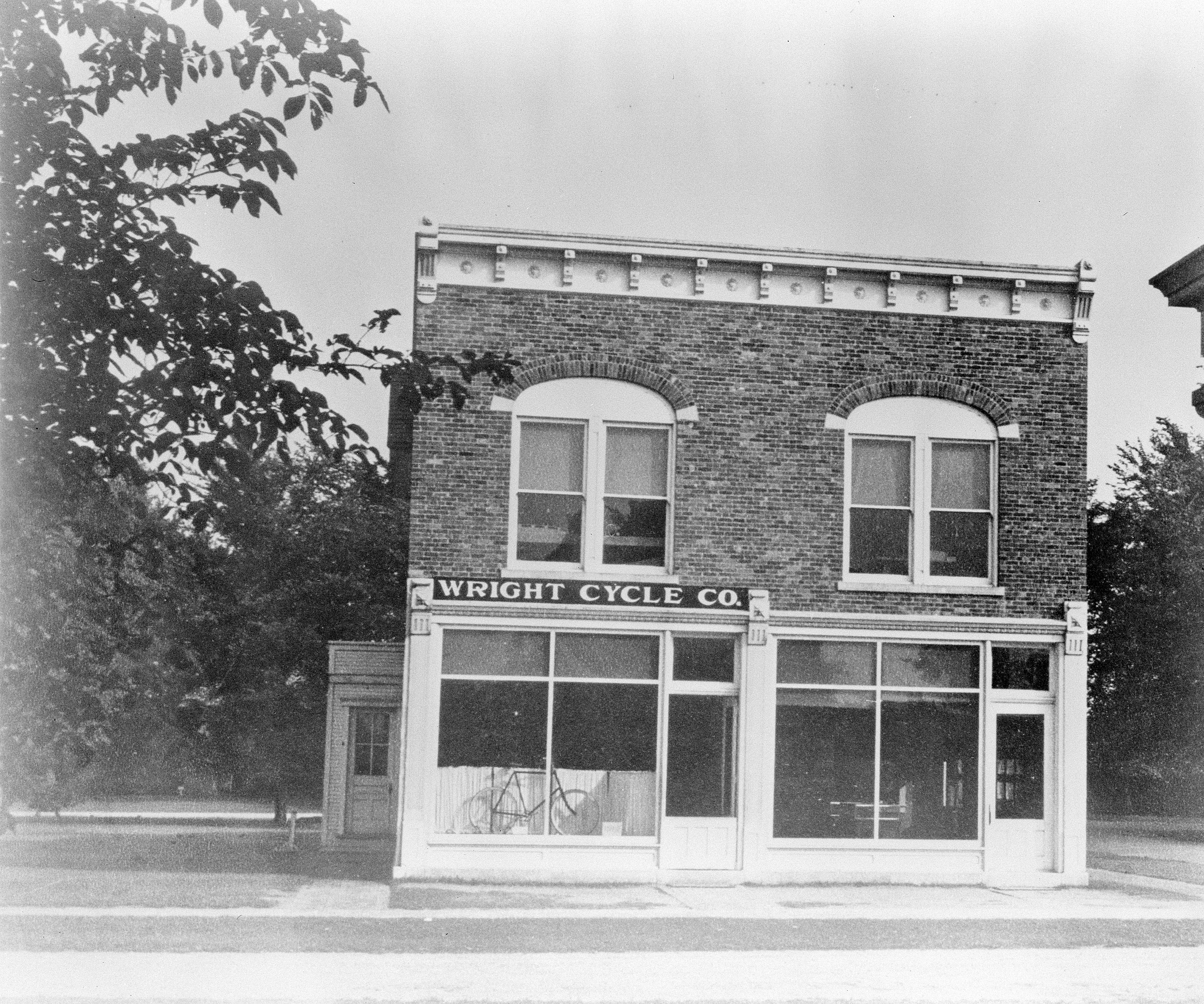
莱特自行车公司，摄于1937年

莱特兄弟最早大概在1890年代前期就从新闻、杂志或者照片上领略过德国航空先驱奥托·李林达尔和他研制的动力滑翔机的风采。而1896年对莱特兄弟来说是重要的一年，因为在这一年里航空界发生了三件大事。该年五月，史密森尼学会的书记塞缪尔·兰利成功试飞了一架蒸汽动力的无人飞机模型。同年夏天，芝加哥工程师、航空界权威奥克塔夫·沙努特领队在密歇根湖湖畔的沙丘上试飞了多架不同类型的滑翔机。八月，兄弟俩崇拜的李林达尔在试飞他的滑翔机时不幸机毁人亡，为人类的飞行之梦献出了宝贵的生命。航空先驱们的事迹激励着兄弟俩将想法付诸实践。1899年5月，威尔伯致函史密森尼学会索要了一些关于航空的资讯和出版物。两兄弟参考乔治·凯利、沙努特、李林达尔、达·芬奇和兰利的设计绘制了草图，并于该年开始着手进行飞行实验。
莱特兄弟总是以二位一体的形象示人，平等地分享发明带来的荣耀，但这种关系并非一开始便是如此。根据传记作家的说法，威尔伯一开始曾在1899年到1900年间用“我的”机器和“我的”计划来记录自己的工作，在奥维尔深入参与以后行文才变成了“我们”和“我们的”了。为此作家詹姆斯·托宾（James Tobin）谈到：“虽然奥维尔也很聪明能干，可他再能干也只是一个人。为了维持计划的运转一边在俄亥俄州的一家小店仓库裡废寝忘食地工作，另一边还要分身出来跟资本家、总统和国王们会面显然是不可想象的。而这一部分的事情就由威尔伯一手包办了。他毕竟是兄弟俩里面的老大哥。”

### 前期研究
莱特兄弟认为困扰航空先驱们的飞行难题有三点，前两点分别是机翼和发动机。他们认为在这两点上前人已经有相当丰富的技术累積，目前问题不大。而他们将最后一点归结为如何控制飞机。1899年英国航空先驱帕西·皮爾策在一次悬挂式滑翔机试飞时失控坠亡的事件更是让他们坚信，要想成功飞行，更重要的是能安全地飞行，关键在于要有可靠的飞行控制系统。相比之下，和他们同时代的其他先行者们——大名鼎鼎如阿德尔、马克沁和兰利等人——还在醉心于打造大马力引擎。这些人常常把自己绑在控制系统还尚未经过验证的飞机上，在没有任何飞行经验的情况下就草率起飞，祈求好运会将自己和飞机带上天空。
尽管李林达尔坠机身亡，但莱特兄弟依然青睐他在进行动力飞行之前先通过滑翔机试飞来培养操纵技巧的策略。但他们在赞同李林达尔务实做法的同时也注意到了他光靠转移操纵者体重来控制滑翔机平衡的办法有致命的缺陷。两人决心要找到比这更好的解决方案。威尔伯通过观察鸟类的飞行，认为鸟类是通过改变翅膀后端羽毛的角度来控制身体左右滚转的。兄弟俩觉得这种方式或许也能对航空器适用——让飞机在转弯的时候像鸟儿一样向弯位的内侧倾斜——而这恰恰也是自行车转弯的方式，而经营自行车生意的两人对这个是再熟悉不过了。自行车并不是一件稳定的交通工具，但通过足够的训练人们完全能掌握它，他们相信飞行也一样如此。同时他们也寄望于这种方法能控制机身在被侧向气流干扰后恢复其平衡（侧平衡）。为了让人造机翼也能达成上述的效果两兄弟冥思苦想却始终不得要领。一天，威尔伯百无聊赖地在自行车店里摆弄用来包装自行车内胎的小纸盒。在他来回扭动纸盒的时候，突然灵光一闪——翹曲機翼的点子就此诞生。

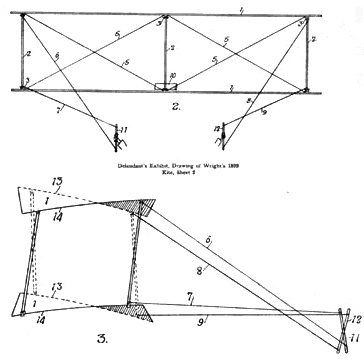
莱特兄弟在1899年制作的风筝的草图，操纵杆也被绘制在内。图示为前视图和侧视图，翘曲机翼的弯曲机制被绘制在侧视图上。（莱特兄弟手绘，现存于美国国会图书馆）

1899年7月，威尔伯制作了一架长5英尺，形似双翼飞机的箱型风筝用来测试他们的翘曲机翼技术。它的原理是当一侧的机翼翘曲和扭转的时候，它会得到更多的升力而升高，并让机身朝机翼较低的一侧转向。机翼的翘曲由连接着风筝的4根缆绳操控，这些缆绳被固定在操纵者手里的两根操纵杆上。只要将两根操纵杆同时扭到相反的方向，风筝便会随之左右转向。
反观当时其他的航空研究者，他们大多认为飞行跟平面运动相差无几，不同之处仅仅是航空器所处的平面会升高而已。于是他们总是预先假定航空器会保持在一定的高度，然后把船舶依靠船舵转向、汽车依靠前轮转向的理论套用过去，通过倾斜机身来转向的想法根本无法进入他们的法眼。包括兰利和沙努特在内的研究者们一直以来都在盲目追求飞机固有的稳定性。因为在他们看来，驾驶员根本不可能在遇到气流干扰时还能有足够的时间去操作机械做出及时有效的应对。而莱特兄弟则不然，他们要让驾驶员对飞机拥有绝对的控制能力。也正因如此，他们在早期的设计裡没有采取过如二面角机翼等任何有利于固有稳定性的妥协。他们还刻意把自己的第一架动力航空器设计成具有一对下垂的机翼——这样的飞机相当不好控制，但也不那么容易受到来自侧面气流的干扰。

### 选址
1900年莱特兄弟来到北卡罗来纳州的小鷹鎮开始他们的载人滑翔机试验。这次选址是威尔伯根据奧克塔夫·沙努特给自己的首封回信的内容而确定的。在信中沙努特告诉他们试飞场最好要有稳定的微风和便于着陆的沙地，而他推荐的地点里包括了小鹰镇所处的大西洋沿岸。威尔伯为选址事宜专门申请并仔细查阅了美国国家气象局的相关数据，在致信当地政府气象台的气象学家了解情况后最终选定了小鹰镇作为他们的试飞场。该镇的地理环境较为偏僻，在当时的交通条件下要转乘许多次火车和渡轮才能到达。但比起沙努特的其他建议（如加利福尼亚州、佛罗里达州等）来说小鹰镇更靠近他们的大本营代顿市，而且这里远离尘嚣，他们可以免受多事记者们的骚扰——这些人曾在1896年把沙努特于密歇根湖畔的试验搅得一塌糊涂，活像是马戏团在演出。沙努特在1901年到1903年间每个季度都会到莱特兄弟在小鹰镇的帐篷裡拜会他们，并观看过他们的滑翔机试验，但并未见证两兄弟的动力飞行。

### 滑翔机试验
莱特兄弟参考了许多当时的新进滑翔机来设计他们第一架全尺寸滑翔机（也包括他们在1899年的那架风筝）。其中最主要的是沙努特-海陵双翼悬挂式滑翔机（莱特兄弟叫它“双层甲板”）——这架滑翔机在1896年的密歇根湖试飞中表现良好。
两兄弟将机翼的上表面设计成具有外凸的弧度。弧面机翼相对扁平的机翼能提供更多的升力的现象最早被喬治·凱利爵士科学地探讨过，而李林达尔在他的滑翔机上亦采用了弧面机翼的设计。莱特兄弟仔细研究了李林达尔的设计——尽管他们当时没搞清楚其中的原理，但还是决定要利用这项技术。最终他们的作品证明了弧面机翼要优于扁平机翼。他们还参考了李林达尔出版的关于升力的航空学数据。莱特兄弟在滑翔机的机翼梁柱之间用斜拉的钢线进行补强，这是一个常见于钢桥建筑中的普腊桁架式的设计。沙努特曾在1896年的滑翔机裡应用过这种结构的变体，而两兄弟则将其学为己用。
莱特兄弟将飞机的水平升降舵安装在机翼的前方而不是后方，利用它产生的降落伞效应来避免像李林达尔那样因为失速而俯冲到地上被摔死。因为这种布局的飞机看起来像是一只飞行的野鸭，后来在1906年巴西航空先驱桑托斯·杜蒙在巴黎试飞同样设计的14-bis飞机时，法国报纸把这种航空器布局戏称为“鸭翼（canard）”，并被业界一直沿用下来。由于威尔伯错误地以为机尾是没有必要的，他们最初研制的两架滑翔机都没有尾部。
根据一些为莱特兄弟写过传记的学者的研究，两兄弟在1902年之前所有的滑翔机很可能都是由威尔伯一人试飞的。他或许是在行使自己的大哥权威来让自己独自承担试飞的风险，以避免弟弟奥维尔在试飞中受伤。
|          | 翼展                  | 翼面               | 翼弦         | 翼弧       | 展弦比 | 长度                  | 重量        |
| -------- | --------------------- | ------------------ | ------------ | ---------- | ------ | --------------------- | ----------- |
| 1900年款 | 17英尺6英寸（5.33）   | 165 sq ft（15 m2） | 5英尺（2米） | 1/20       | 3.5    | 11英尺6英寸（3.51米） | 52磅（24）  |
| 1901年款 | 22英尺（7米）         | 290 sq ft（27 m2） | 7英尺（2米） | 1/12,*1/19 | 3      | 14英尺（4米）         | 98磅（44）  |
| 1902年款 | 32英尺1英寸（9.78米） | 305 sq ft（28 m2） | 5英尺（2米） | 1/20-1/24  | 6.5    | 17英尺（5米）         | 112磅（51） |

* （試飛時原設計的翼弧會造成嚴重的俯仰現象，於是莱特兄弟現場修改了翼弧）

#### 1900年試飛

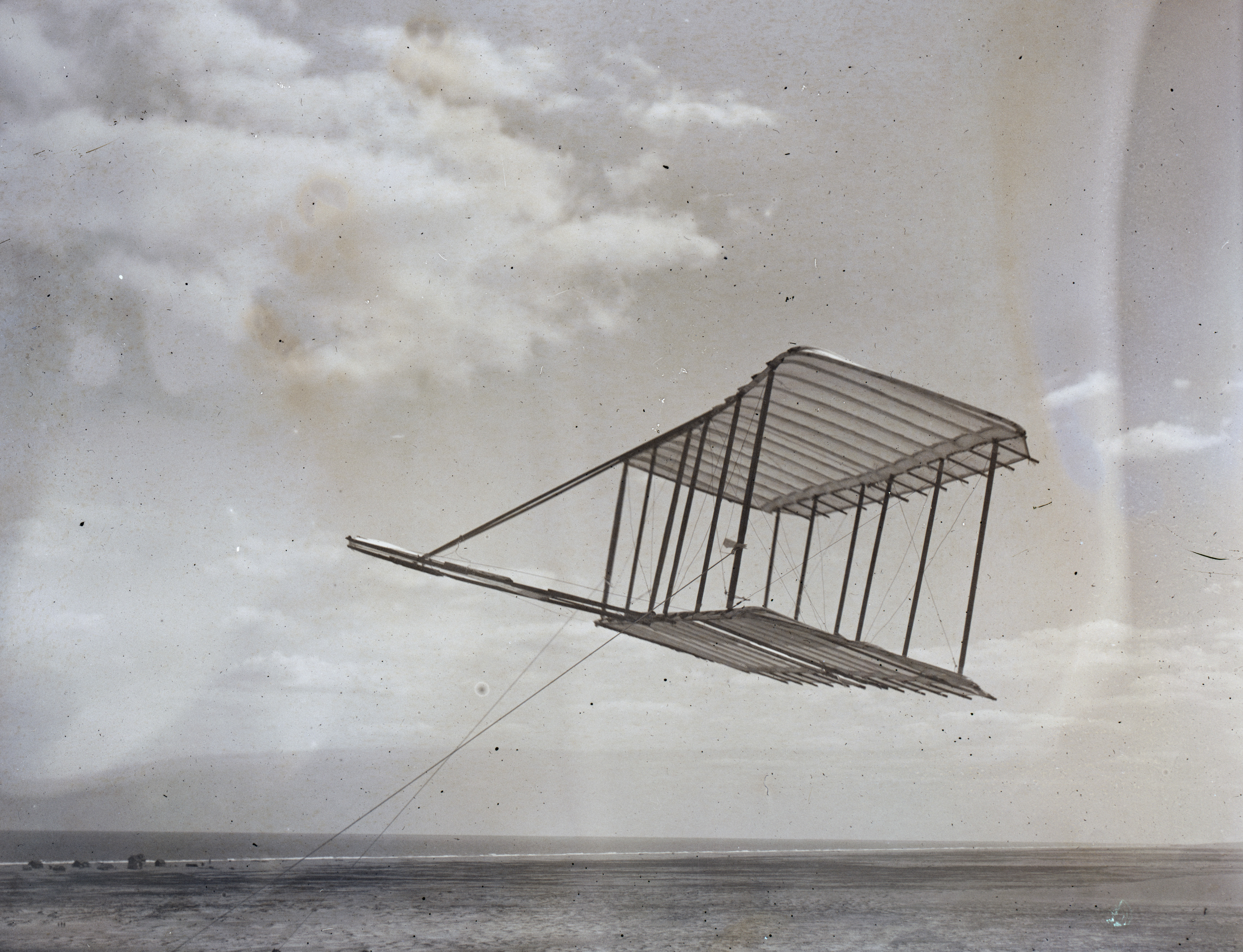
莱特兄弟1900年时的滑翔机。他们当时没有留下飞行员驾驶着滑翔机飞翔的照片。

在1900年间，莱特兄弟在小鹰镇只进行了为期数天的滑翔机试飞活动。为了进行试飞，两人要从镇里往南远行6公里（4英里）爬上屠魔崗——一堆最高有30米（100英尺）的沙丘。在接下来的三年里他们每年都到此处露营。
他们把试飞时间安排在了初秋，最初的几次试飞大概是在10月3日进行的。威尔伯担任试飞员，驾驶着滑翔机在离地面不远的高度飞翔，而地上的人员则像放风筝一样用缆绳牵引着滑翔机。而在当时，大多数的风筝试飞都是以无人驾驶的形式进行的。人们仅仅是用沙袋、铁链、甚至是从附近找个男孩来充当压舱物。威尔伯在当天进行了十几次自由滑翔。他们从地面用控制缆绳来对机翼的翘曲进行了操作测试，还搭建了一座小塔，把滑翔机悬挂起来进行无人驾驶状态下的测试。
尽管滑翔机得到的升力小于预期，使得他们的大多数测试不得不在无人状态下完成，但滑翔机的前置升降舵表现良好，整个试飞过程也没有发生事故，这让两兄弟信心百倍。但在这次试飞中自由滑翔的次数太少，使他们没能对翘曲机翼的工作情况进行彻底的检验。
按照莱特兄弟原本的设想，驾驶员在飞行时要平躺在下层机翼上面以降低空气阻力。当滑翔结束时，驾驶员要抱紧机身框架，从下层机翼预留的开口处把自己悬在半空最后双脚着地。然而几次试飞下来他们发现驾驶员可以头部朝前保持俯卧姿势着陆，没有必要像前面所说的那样冒着不必要的危险着陆。在接下来的五年里他们都是以这种姿态试飞他们的航空器的。

#### 1901年的挫折和发现

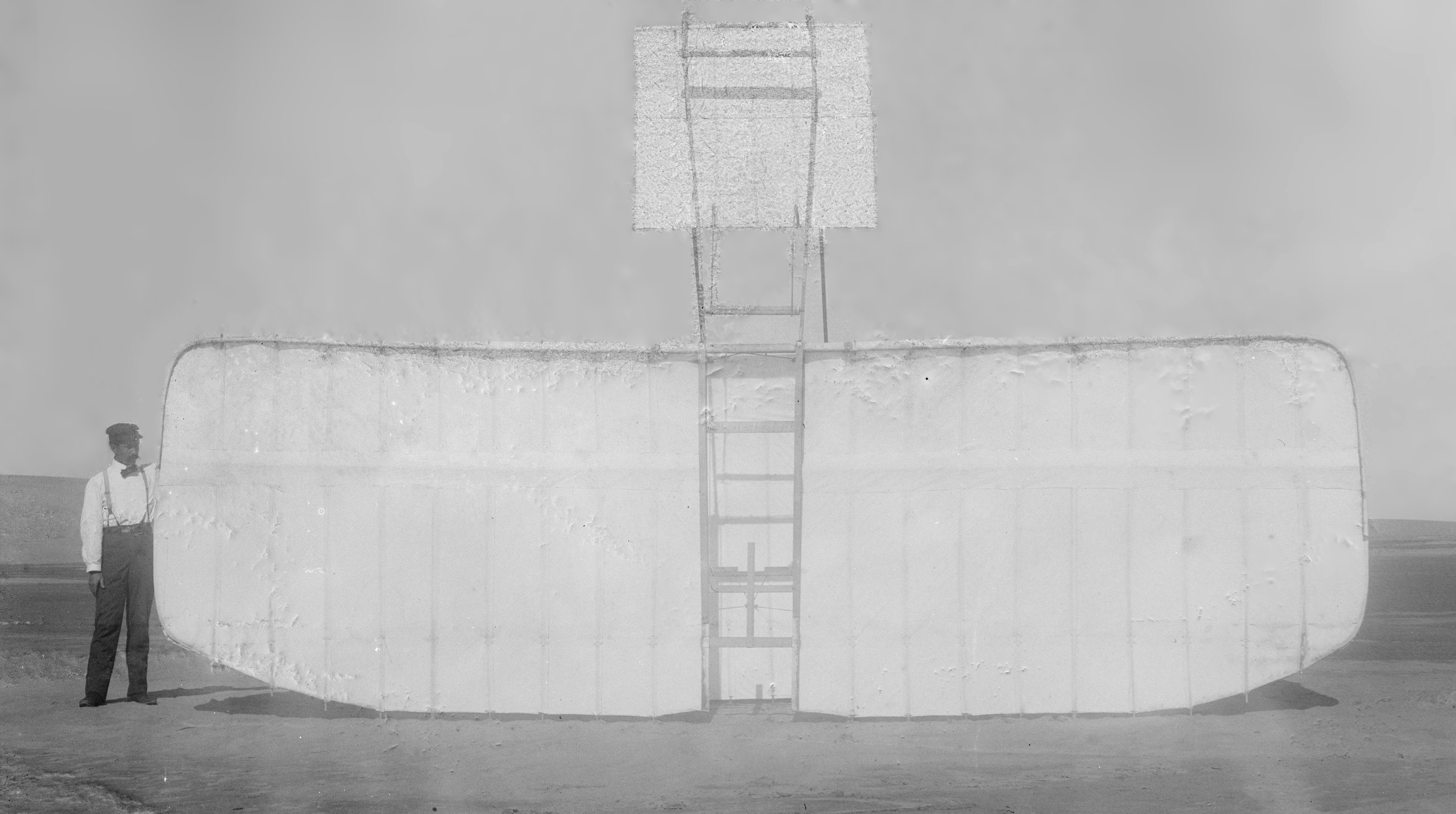
奥维尔和他们的1901年萊特滑翔機，机鼻朝天，机身没有尾部。摄于小鹰镇。

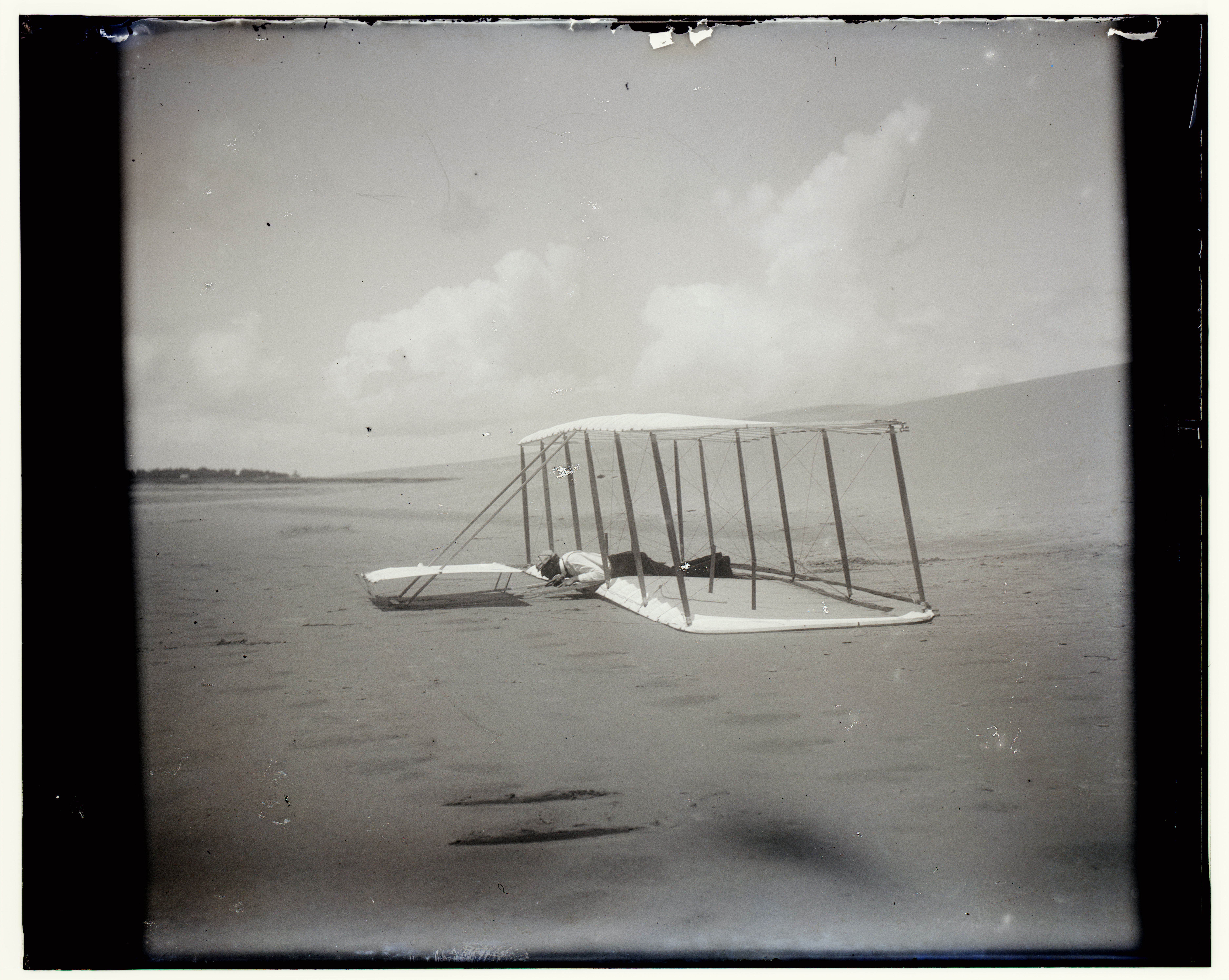
刚刚驾驶1901年滑翔机着陆的威尔伯。机身后方拖着降落时的划痕，画面前方的痕迹是之前几次试飞时留下的。摄于小鹰镇

1901年莱特兄弟在小鹰镇试飞了他们的新型滑翔机。试飞被安排在了7月到8月间，一共进行了50到100次滑翔测试，飞行距离在6到22米不等（20到400英尺）。为了提高升力，他们在这架滑翔机上配置了比前作大得多的翼面，然而它却让兄弟俩大失所望。新型滑翔机只产生了理论数据约三分之一的升力，而翘曲机翼也不听使唤了，总是让机身向相反的方向偏转（后来这个问题被称作逆偏航）。在试飞中滑翔机发生了几次失速，但前置升降舵的降落伞效应避免了机身的俯冲，从而让威尔伯得以“像一张煎饼似的”水平安全着陆。这个的优点让他们更执着于前翼布局，并一直坚持到1910年时才放弃。第二季的试飞活动在众多挫折的阴影下黯然落幕，兄弟俩败兴而归。在返回代顿的路上，难掩失望之情的威尔伯向奥维尔自嘲道虽然人类迟早会飞行——但他们估计是活不到那天了。
新滑翔机在升力上的糟糕表现让莱特兄弟怀疑李林达尔的数据是否准确，同时也对广受认可的升力方程中的空气压力系数提出了质疑。空气压力系数也叫斯密顿系数，当时已经被提出了100多年。
| {\displaystyle L=k\;S\;V^{2}\;C_{L}} L = 升力（单位：磅） k = 空气压力系数（斯密顿系数） S = 产生升力的总表面积（单位：平方英尺） V = 速度（机首迎风风速+地面相对速度，单位：英里/小时） CL = 升力系数（根据翼型变化） |

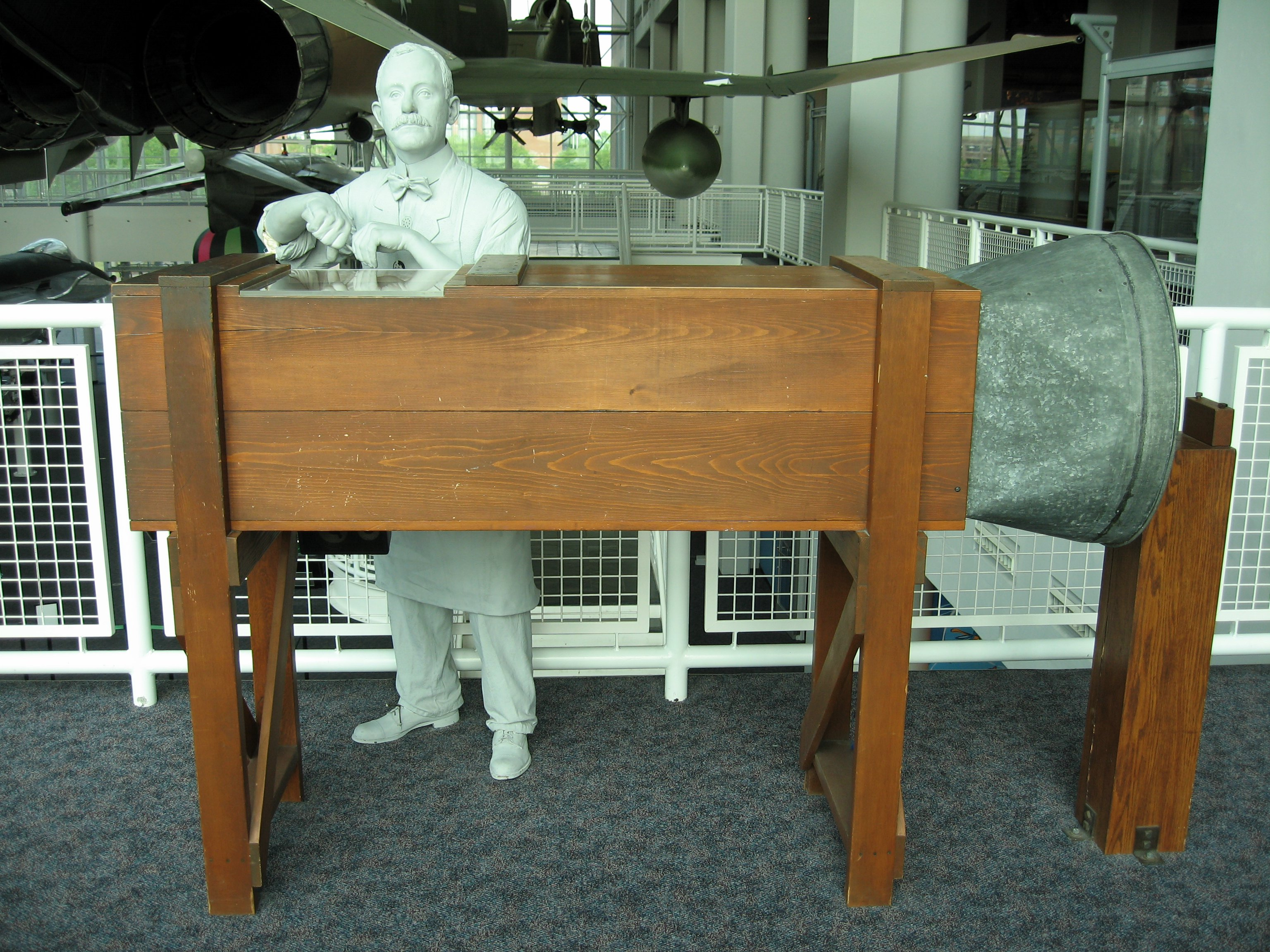
莱特兄弟风洞的复制品，摄于弗吉尼亚航空航天中心

莱特兄弟和李林达尔一样，都使用上述方程式来计算不同翼型和翼面大小所产生的升力。根据他们在1901年使用滑翔风筝和自由滑翔得到的数据，威尔伯认为斯密顿系数应该非常接近0.0033，而不是人们一直沿用下来的0.0054。传统值要比莱特兄弟的估计值大上60%，要是用它来计算升力将会得到一个被夸大的结果。
回到代顿后莱特兄弟为了验证他们的怀疑而进行了一些简易的露天测试。他们在自行车的把手前面水平安装了一个可以自如旋转的轮子，在轮子的一侧安装了一副小型的李林达尔式机翼，另一侧则安装了一块平板。如果李林达尔的数据正确，车子在前进时这个水平的轮子应该保持静止。他们使出吃奶的力气骑着这辆外形古怪的自行车在住所邻近的街道上奔驰，筋疲力尽之余发现水平的轮子总是转向安装了李林达尔机翼的一侧，从而证实了先前的怀疑——李林达尔出版的数据是不可靠的。于是他们决定要扩大研究的范围。
也就是这时，他们意识到逐一建造各种翼型的全尺寸滑翔机然后进行反复试验的成本太高，而且过于耗时。于是他们把那辆“三轮怪车”撇到一边，又在店里鼓捣出了一台直径6英尺的风洞。从1901年10月到12月间，他们利用这个风洞对各种微缩版的机翼进行了系统化的测试。他们安装在风洞里的用来固定受测模型机翼的“平衡架”看上去简陋无比——它是用自行车轮的辐条跟破铜烂铁打造的。但对莱特兄弟的成功来说，这个简陋的装置却发挥了如同他们的滑翔机试飞一样重要的作用。这个装置让莱特兄弟可以方便地控制机翼产生的升力以对抗空气阻力，从而精确地计算出每一副机翼的效能如何。他们还在风洞的顶部预留了一个玻璃窗，这样他们就可以清楚地观察到机翼工作时的情形。
在风洞实验开始前，沙努特邀请威尔伯前往芝加哥，在1901年9月18日的西部工程師協會上发表演讲。威尔伯在发言中详细地介绍了他和奥维尔截至1901年秋季在小鹰镇的滑翔机试飞活动，他还用了幻灯机来展示他们的照片。这次演讲是莱特兄弟第一次对外发布他们的试验记录。

#### 1902年

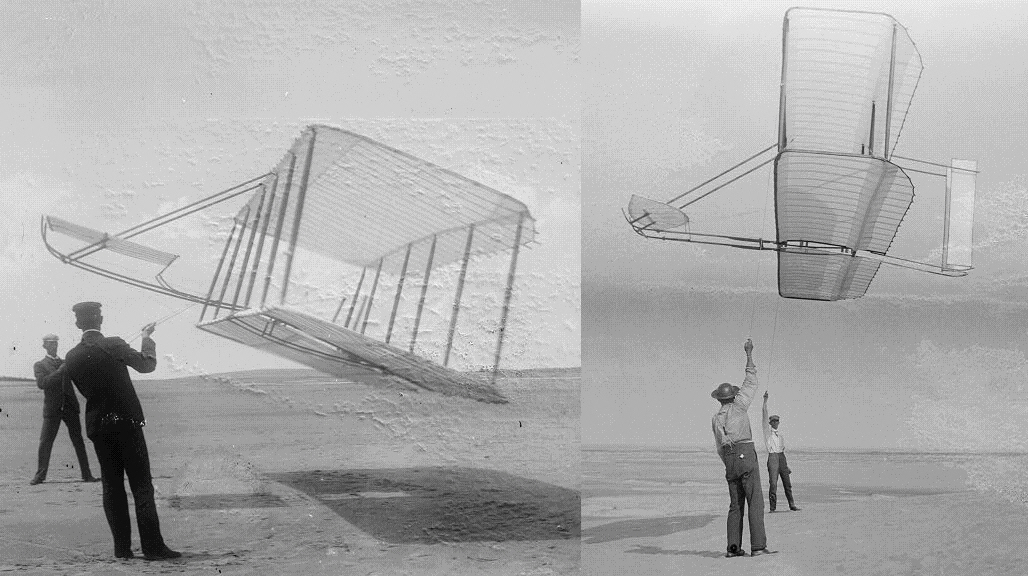
性能的飞跃
左图是两兄弟在1901年试飞过的滑翔机，威尔伯在左，奥维尔在右。右图是1902年威尔伯（右）和助手丹·泰特（Dan Tate）试飞的滑翔机。通过比较不难发现1901款滑翔机缺乏升力且受到的阻力更大，以至于它以陡峭的攻角飞行。而1902年款滑翔机的飞行姿态更平缓，而且牵引绳则被拉得几乎跟地面垂直，升阻比的进步可以说一目了然

李林达尔只在少数几种翼型上做过旋转臂测试（whirling arm，一种测量升力和空气阻力的早期手段），而莱特兄弟在一开始曾错误地假设他的数据也可以套用在他们形状完全不同的机翼上。两兄弟建造了风洞后，在李林达尔的基础上向前迈进一大步，为200多种不同翼弧的翼型完成了初步测试，并对其中的38种做了更详细的测试。传记作家霍华德如此写道：“这些测试是有史以来用如此少的材料和开销在如此短的时间里做过的最关键、成果最丰硕的航空实验。”一轮测试下来他们还得到了一大发现——那就是较长和较窄的机翼——用航空学的术语来讲就是展弦比（翼展除以翼弦的值）较大的机翼——有其优势。比起两兄弟目前为止试用过的较宽阔的机翼，展弦比大的机翼形状能够提供更好的升阻比。
有了展弦比的知识和更精确的斯密顿系数助阵，莱特兄弟重整旗鼓设计了他们新的1902年款滑翔机。运用他们在风洞实验中得到的另一个关键发现，他们将新机翼的翼弧设计得更平坦。而之前他们在设计1901年款的时候照搬了李林达尔的设计，让滑翔机翼弧明显更大却更没效率。现在他们做完了一系列的风洞实验，并对得到的结果非常自信。于是两人抛开李林达尔的数据，完全基于自己的计算数据进行设计。

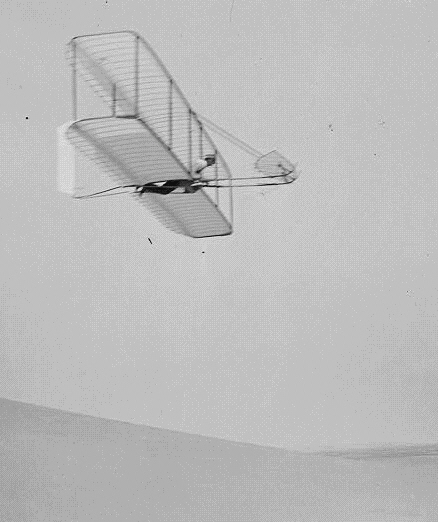
威尔伯驾驶着1902年款滑翔机飞跃屠魔岗。照片由洛林·莱特摄于1902年10月10日。照片中的滑翔机配备了一个可以转向的尾舵，取代了原设计裡的固定双尾翼

莱特兄弟生性谨慎，因此他们和前两次一样先把1902年款滑翔机以风筝方式进行了无人试飞。结果显示他们的风洞试验得到了回报——新滑翔机产生了他们预期的升力。在该年的研究中他们发现副翼的翘曲会在翼尖产生一种叫做压差阻力的现象，这让一侧机翼在获得更高升力的同时也会受到更大的阻力，从而拖慢这一侧机翼的速度，最终让机身朝着驾驶员意图的相反方向偏转，也就是逆偏航现象——这也正是他们1901年的那架无尾的滑翔机飞得不正常的原因。为了解决这个问题，他们为这架滑翔机设计了一个新的功能结构——一组垂直的固定尾翼。
机翼设计的改进让新滑翔机能飞得更远，同时那组固定尾舵也发挥了它的功效，有效抑制了逆偏航现象的发生。可它实在是有效过头了，结果带来了新的问题。当驾驶员在转弯过程中归正时，有时候滑翔机会不听使唤，不但无视副翼翘曲的正确操作还会反过来让转弯变得更急。于是滑翔机会一直向着机翼较低的一侧滑行，并且不停绕圈，直至撞到地面。莱特兄弟把这种现象叫做“钻井现象”。
奥维尔意识到是那组固定尾舵在作怪，它在转弯归正时抵消了副翼翘曲的修正作用。10月2日晚上，他在日记裡写道：“我设计出了一个新型的垂直尾舵。”根据奥维尔的想法，两兄弟把尾舵做成可以左右摆动的形式，并给它装上铰链连接到驾驶员用来控制副翼翘曲的操纵杆上。这样一来驾驶员的单一动作就可以同时操纵副翼的翘曲和尾舵的摆向了。在接下来的滑翔试验中他们证实，当副翼翘曲时，尾舵应该朝着获得更大升力和阻力的机翼的相反一侧偏转，这样它就会产生一个反向的压力，使得驾驶员可以在转弯后或者机身受到气流干扰时对机身进行可靠的归正操作。同时，当滑翔机转弯的时候，尾舵受到的压力可以抵消翼尖受到的压差阻力，让机鼻指向欲转弯的一侧，进而消除了逆偏航现象。
就这样，莱特兄弟发现了垂直可动尾舵的真正用途——不是用来改变飞行的方向，而是用来在转弯、归正、和受到气流干扰时对准和矫正飞行器。飞机在飞行方向上的转向依然由机翼翘曲产生的机身侧倾来控制。后来随着航空技术的发展翘曲机翼被副翼取代，但上述原理依然适用。

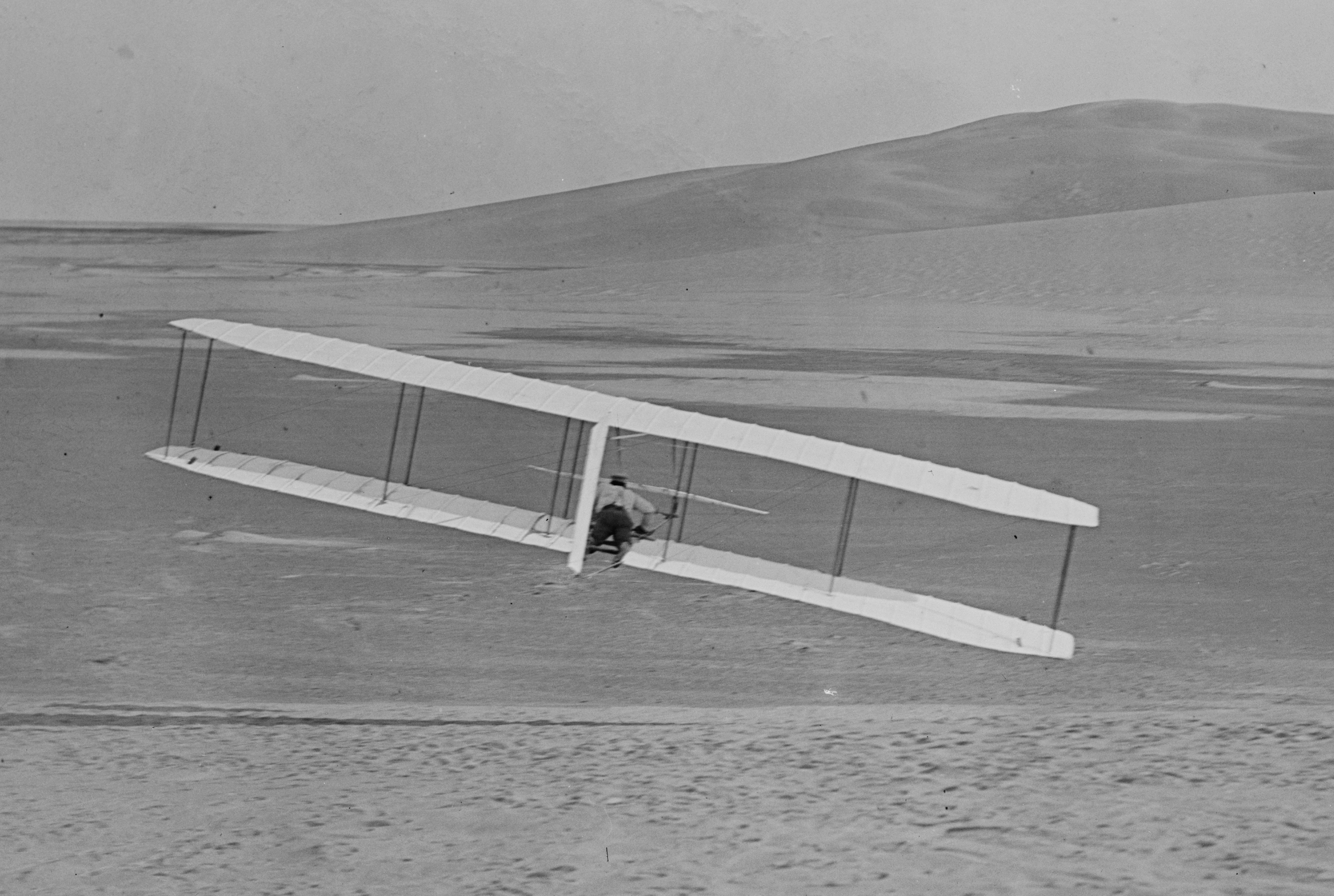
威尔伯在试飞中操作翘曲副翼和可动尾舵进行转向。摄于1902年10月24日

采用新方法后，莱特兄弟终于在1902年10月8日完成首次真正的飞行转向控制，这是一个重要的里程碑。在该年9月到10月间他们一共进行了700至1000次滑翔试飞，最长的一次持续了26秒，飞过了189.7米（622.5英尺）的距离。滑翔机在安装了可控尾舵后在数百次的试飞中表现出良好的操控性，两兄弟觉得接下来是时候建造一架有动力的航空器了。
在莱特兄弟的不懈努力下，三軸控制（three-axis control）系统演化成型：用翹曲機翼控制侧倾（左右）、用前置升降舵控制俯仰（上下）以及用尾舵控制偏航（横移）。1903年3月23日，莱特兄弟申请了著名的“为飞行机器而设计”的专利。这项专利的内容基于他们1902年成功试飞的成果。一些航空历史学家认为在1902年款莱特滑翔机上应用的三轴控制系统有着举足轻重的意义，相比起1903年在飞行者一号上安装的动力系统来说毫不逊色，甚至更为关键。史密森尼协会的彼得·加卡巴更是主张莱特兄弟对1902年款滑翔机的完善工作在实质上代表了飞机的发明。

### 动力飞机试验

#### 飞行者一号

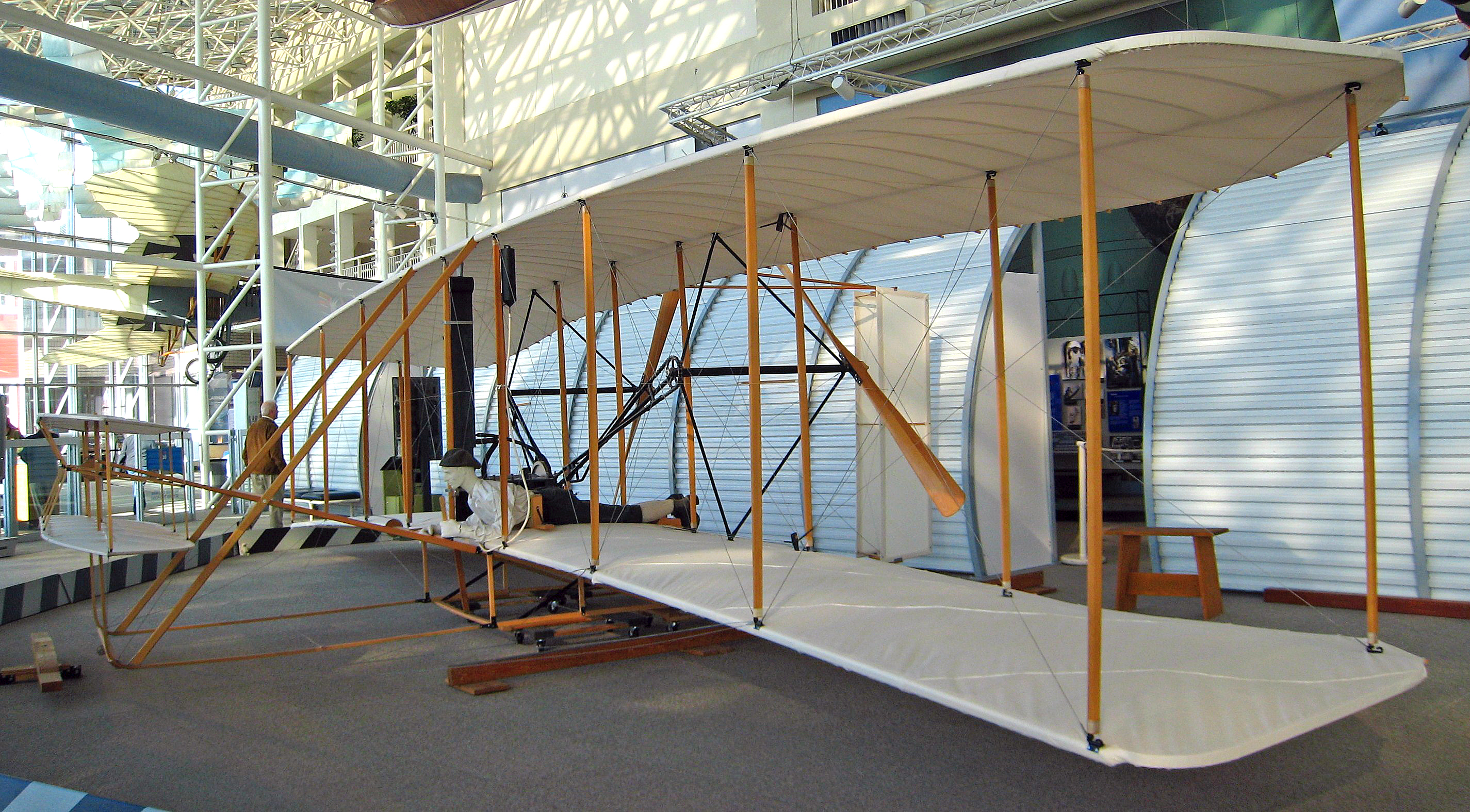
莱特兄弟飞行者一号的现代复制品

1903年莱特兄弟用云杉木来建造他们配备有动力装置的飞行者一号。云杉木是一种高强度的轻质木材，以細布表面覆盖材料，也是两兄弟打造飞行器时的首选用料。他们在自行车店里自主设计并雕刻出木质的螺旋桨，还专门为了飞行者一号特制了一台汽油发动机。他们原本以为设计一副螺旋桨没啥难度，甚至打算直接把机动船的螺旋桨的数据给套用过去就好了。可没想到他们把图书馆给翻了个底朝天也没找到水下螺旋桨的既定公式，更别提航空螺旋桨了。两兄弟一下傻了眼。在毫无头绪的情况下，两人一边讨论一边争吵，最终得出结论：航空螺旋桨的叶片基本上就是在垂直平面上旋转的机翼。于是他们便进行了更多风洞测试，把得到的数据用来设计螺旋桨。他们最终做出来的是二叶式螺旋桨，叶片长8英尺多一点，用三层云杉木薄片粘合压制而成。他们采用了两组推进式（后朝向）的螺旋桨配置，两组螺旋桨转向相反以中和扭矩。与转速相对缓慢单发单桨相比，单发双桨的配置能与驱动更多空气，朝后旋转的推进式螺旋桨也不会扰乱机翼前缘的空气流动。
威尔伯于1903年3月在他的笔记本上标注他们制作的螺旋桨原型有66%的效率。现代风洞测试显示该螺旋桨的复制品在他们首次试飞的条件下有超过75%的效率，而实际峰值效率甚至高达82%。这是一项了不起的成就——要知道现代的木制螺旋桨的效率最高也不过85%而已。

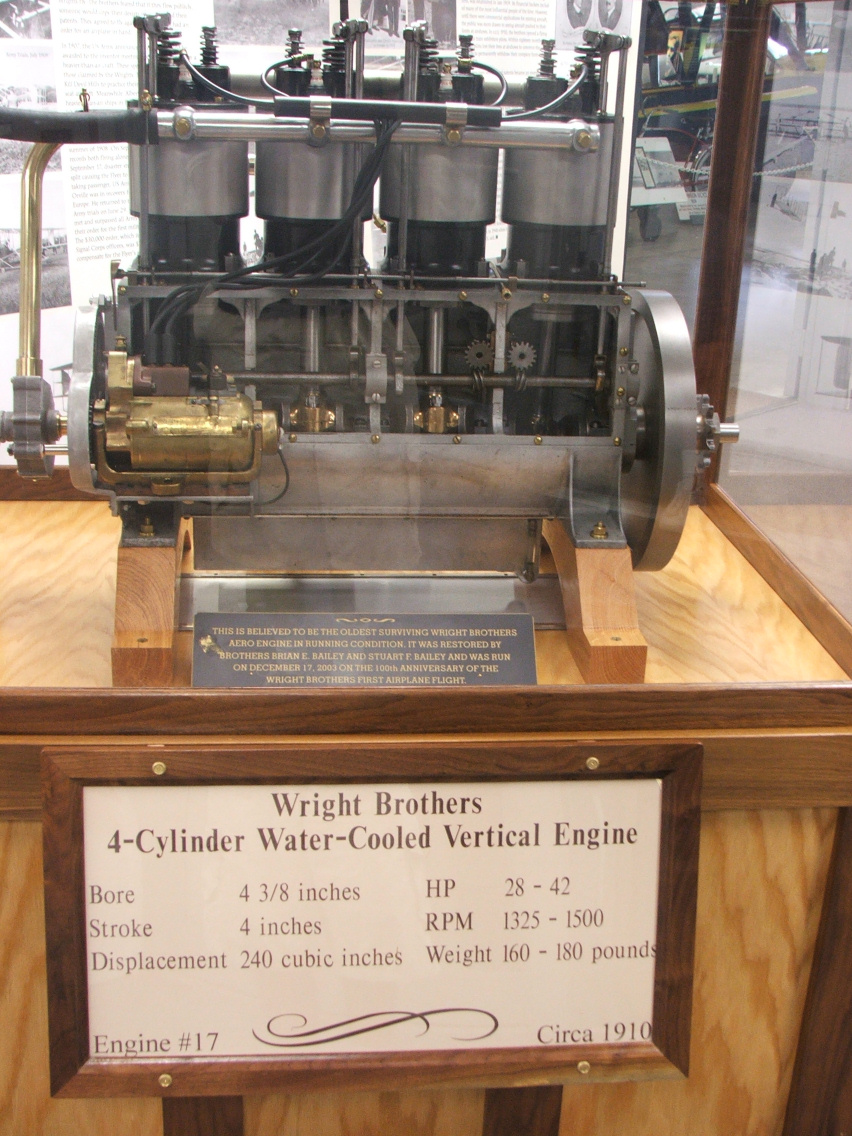
这是一台莱特兄弟发动机，序列号17，大约在1910年制造。目前被展示在康涅狄格州溫色洛克 (康乃狄克州)的新英格蘭航空博物館内

莱特兄弟致信多家发动机制造商寻求合作，但没有一家企业能给他们提供重量足够轻巧的发动机。于是他们找来自己店里的机械师查理·泰勒，让他来打造这台发动机。查理和莱特兄弟保持着密切的沟通，只花了六个星期就把这台发动机给造好了。为了减轻重量，他们为这台发动机采用了铝铸缸体，这在当时来说是相当罕见的。莱特·泰勒发动机是一台原始的燃油喷射发动机，它没有配备化油器和燃油泵，燃料箱被安装在机翼梁柱上，汽油在重力的作用下流入曲轴箱内。发动机通过链条传动来驱动螺旋桨。虽然这些链条看上去跟自行车用的差不多，但其实它们是由一家专门生产重型汽车传动链条的制造商供应的。
莱特兄弟的飞行者一号翼展12米（40.3英尺），重274公斤（605磅），配备一台8.9千瓦（12匹马力），重82公斤（180磅）的发动机。这架飞机只花了他们不到1000美金就造好了。而美国政府资助兰利建造飛機場號的预算高达50,000美金，可它却一头栽进了河里。

#### 首次起飛
1903年冬，莱特兄弟把飞行者一号推上屠魔岗的沙丘上准备试飞。这时意想不到的事情发生了：螺旋桨轴在引擎测试时不慎损坏，为了更换损坏的部件他们不得不在小鹰镇和代顿之间来回跑了两趟，造成了好几个星期的延误。1903年12月14日两兄弟通过掷硬币来决定谁来试飞飞机，结果威尔伯获胜。可是由于天候不佳，飞机只飞行了三秒便失速坠地，还造成了一些轻微损伤。（本来12月13日天气不错，可当天是星期天，两兄弟就没有在当天试飞，结果推迟到14日就出了事）在给家人发去的电报中威尔伯称试飞“只有部分成功”，并表示“（飞机的）动力充足，只是（我们）缺乏操作它以这种方式起飞的经验所以遇到了些小问题，要不然飞机一定会飞得很漂亮。”在接下来的几天里莱特兄弟为受损的飞行者一号进行了检修。

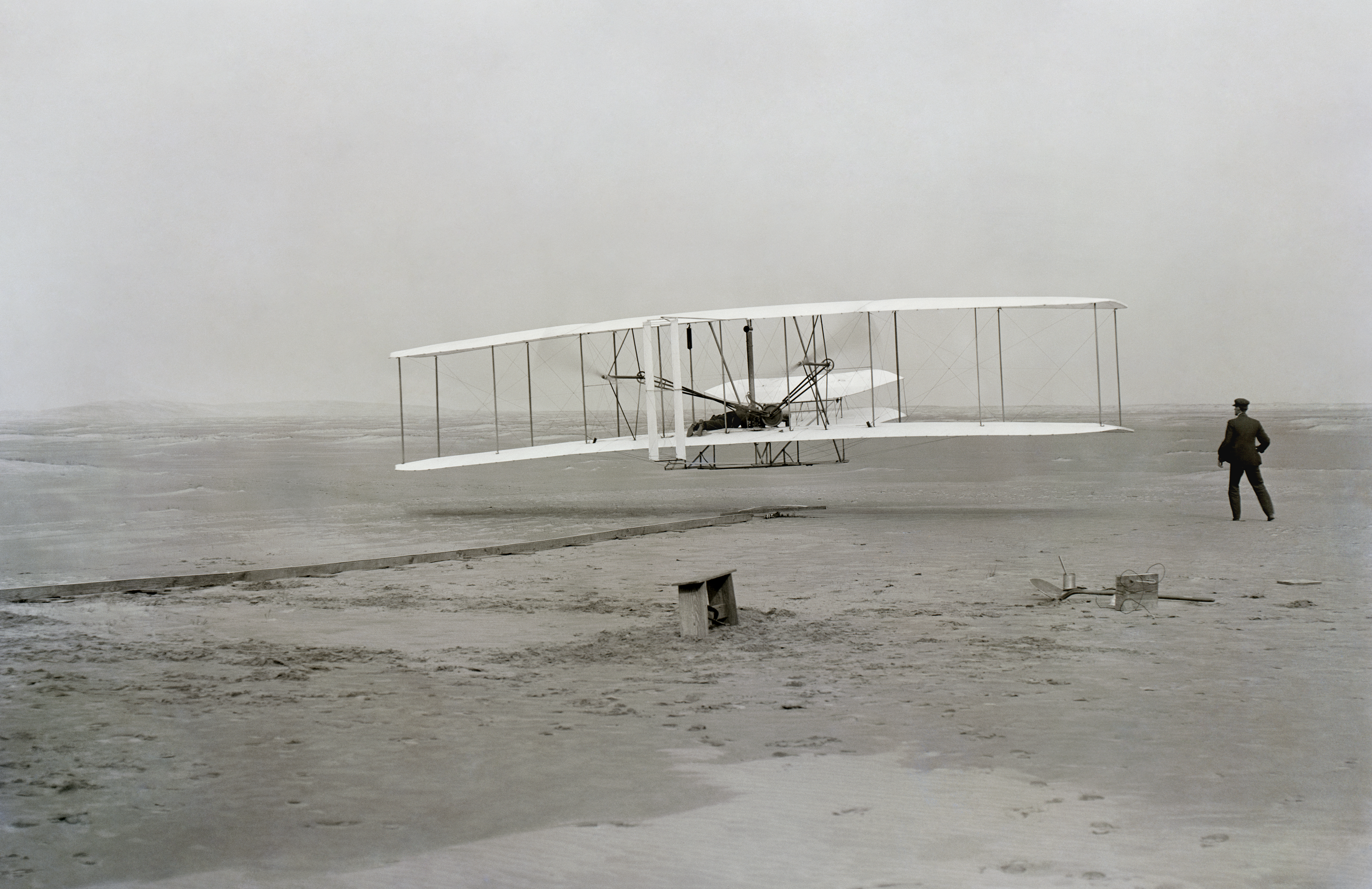
莱特兄弟飞行者一号的首次飞行。摄于1903年12月17日。奥维尔担任驾驶员，威尔伯在翼尖处跟跑

1903年12月17日是一个历史性的时刻——在时速43公里（27英里）的刺骨寒风中飞行者一号终于成功起飞了。首飞的驾驶员是奥维尔，他飞行了12秒，航程36.5米（120英尺），时速只有每小时10.9公里（6.8英里）。这次飞行被拍成了左图所示的那张著名的照片。在接下来的两次试飞中，威尔伯飞行了53米（175英尺），奥维尔飞行了61米（200英尺）。他们的飞行高度约为离地3米（10英尺）。奥维尔亲笔记录下了当天最后一次飞行的情况：

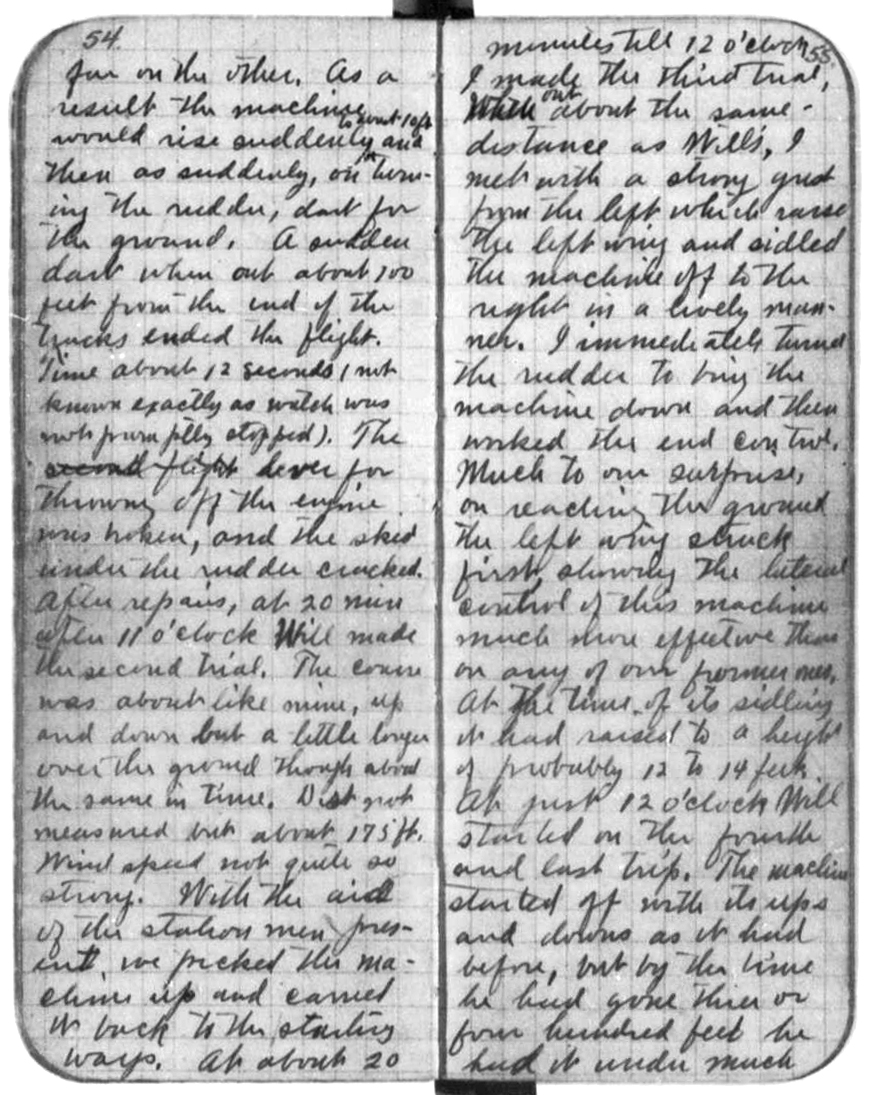
奥维尔在笔记本上关于1903年12月17日的记录

“在12点左右威尔伯开始了第四次也就是最后一次试飞。最初的几百英尺飞得起起伏伏，但飞过了300英尺后飞机变得好操作了一些。在接下来400到500英尺的航程裡只有少许的颠簸。可到了差不多800英尺的时候它又开始了起伏，最后在一次俯冲中撞到了地面。测量显示的地表距离是852英尺（260米），飞行时间为59秒。支撑前舵的支架损坏的較嚴重，但飞机的主要部件完全没有受损。我们估计一两天后就可以把它修复至可以再度飞行的状态。”

1985年时弗雷德·E.C.·库里克（Fred E. C. Culick）教授和亨利·R·杰克斯（Henry R. Jex）通过现代分析指出1903年的莱特飞行者一号实际上非常不稳定，当时除了莱特兄弟之外根本没人有本事驾驭它。而两兄弟的飞行员素养正是在1902年的滑翔机试飞中训练出来的。
有5个人有幸见证了此次试飞：亚当·埃瑟里奇（Adam Etheridge）、約翰·T·丹尼爾斯（就是他用奥维尔预先架设好的照相机抓拍到了那张著名的“首次飞行”照片）和威尔·道，这三人是美国政府海岸救生队队员。还有本地商人W·C·布林克雷（W. C. Brinkley）和住在附近的少年强尼·摩尔（Johnny Moore）。这次试飞也因此成为飞行者一号的第一次公开飞行。第四次试飞结束后人们把飞机拖回来时，一阵强风突然袭来，尽管人们用尽全力想把它按住，可是大风依然一次又一次把它吹翻。结果飞行者一号严重损坏，从此再也没有起飞过。莱特兄弟将它运回家里，几年后奥维尔把它修好，先是借给美国的一些地方展示，然后就一直被存放在一家英国博物馆里（详情见下文史密森尼学会争端）。最后在1948年它被安放到华盛顿特区的史密森尼学会，一直至今。
莱特兄弟给父亲发去电报报喜，并让他“通知媒体”。然而代顿日报却拒绝刊登这则消息，理由是这次飞行时间太短，因而不够重要。而与两兄弟想法相反的是，一个电报员却在当时将消息泄露给一家弗吉尼亚州的报社，结果这家报社炮制出了一则极度失真的报道，而这则报道又被几家其他报纸转载，包括代顿的报纸。莱特兄弟在1月份向媒体发表了事实声明。尽管如此他们的飞行在当时没有激起公众的兴趣，人们甚至连两兄弟是谁都不知道。于是这则新闻很快淡出公众视野。然而在巴黎的航空俱乐部，人们在之前已经受到过沙努特关于莱特兄弟滑翔成功的消息刺激，因此对待该消息的态度也更为认真，同时也开始加倍努力以追赶莱特兄弟。

## 霍夫曼草原

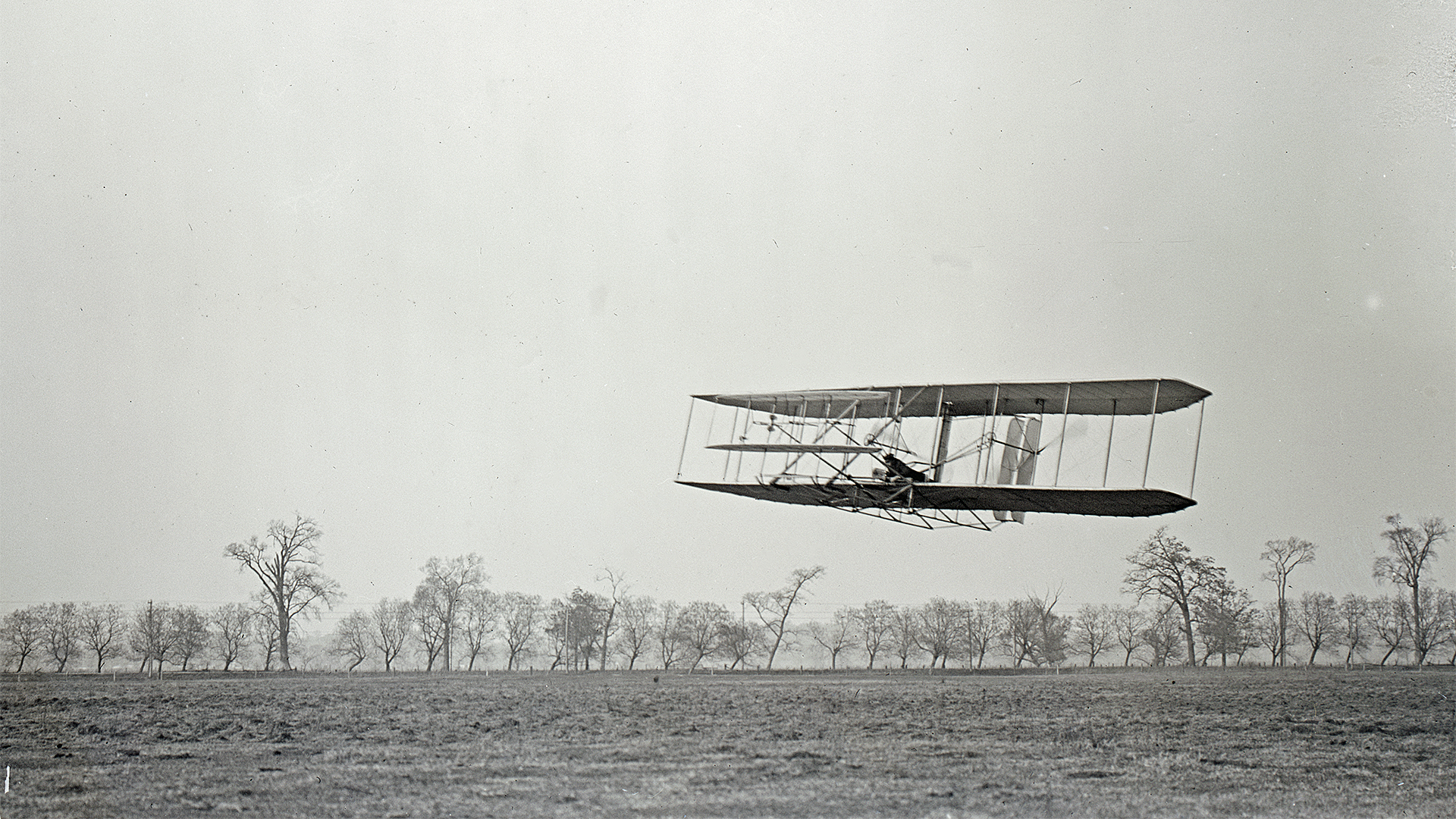
奥维尔驾驶飞行者二号在霍夫曼草原上飞行。此次飞行编号为85，飞行持续了40.2秒，距离约536米（1760英尺）。摄于1904年11月16日

1904年莱特兄弟又建造了新的飞行者二号。考虑到长途旅行的巨大开销和把物资千里迢迢运到外滩地区实在是不划算，同年他们把试飞场转移到了霍夫曼草原——在他们大本营代顿市8英里（13公里）处的一片牧场。牧场的主人是托伦斯·霍夫曼（Torrance Huffman），听说莱特兄弟要在这里搞试飞，这位当地的银行家便大方地免除了他们的场地租金。
该年5月23日他们把记者邀请到牧场观看他们该年的首次试飞活动，但不许拍照。然而在试飞时引擎故障和风速过低让他们无法起飞。好几天过去了，两兄弟只成功起飞了一次，而且距离还非常短。于是在场的记者也越来越少。一些研究莱特兄弟的学者推测莱特兄弟是故意试飞失败，好让记者们对他们的试验失去兴趣。尽管真相无从得知，但在试飞中的糟糕表现的确让当地的媒体在接下来长达一年半的时间里对他们视而不见。
莱特兄弟对于能够摆脱记者的骚扰感到非常高兴。从最初让父亲“通知媒体”自己试飞成功到现在想方设法摆脱记者，他们的转变是有理由的。在小鹰镇成功进行了第一次动力飞行试验后，两人决定逐渐从自行车行业撤退，把全部精力投放到建造和推广实用化飞机的领域。这个决定对于两兄弟的财政状况来说颇具风险，毕竟他们既没有腰缠万贯也得不到政府资助的垂青。而许多那个时代的先行者，如阿德尔、马克沁、兰利和桑托斯等人都有政府在背后资助。以前他们经营自行车来支持飞行的研究，现在反过来要靠飞行吃饭了，这自然让莱特兄弟不希望自己辛苦研究的成果被别人轻易盗取。他们听取了律师哈利·奧伯雷·圖明爵士的建议，加强保密工作，不让机器设计的细节被泄露出去。没了记者的报道，他们的技术被竞争对手学习到的机会就减小了。兄弟俩自然也乐见其成。

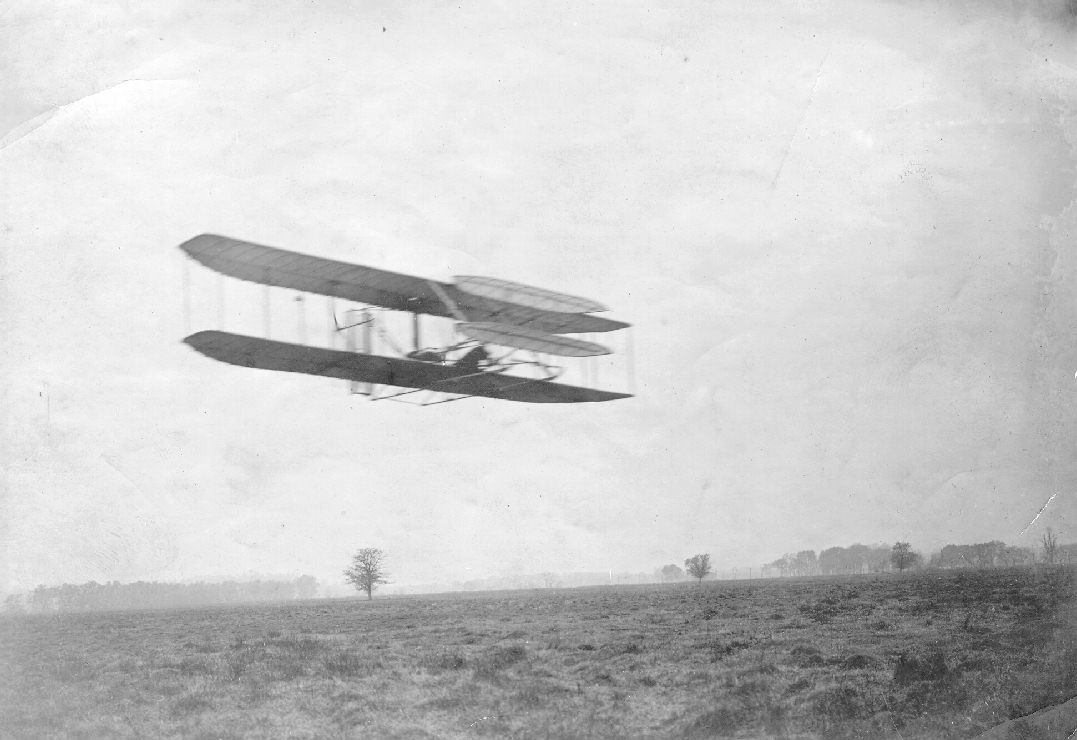
威尔伯驾驶飞机在霍夫曼草原上飞了差不多4个圈。飞行时间5分04秒，距离约2.75英里。飞行序号82，摄于1904年11月9日

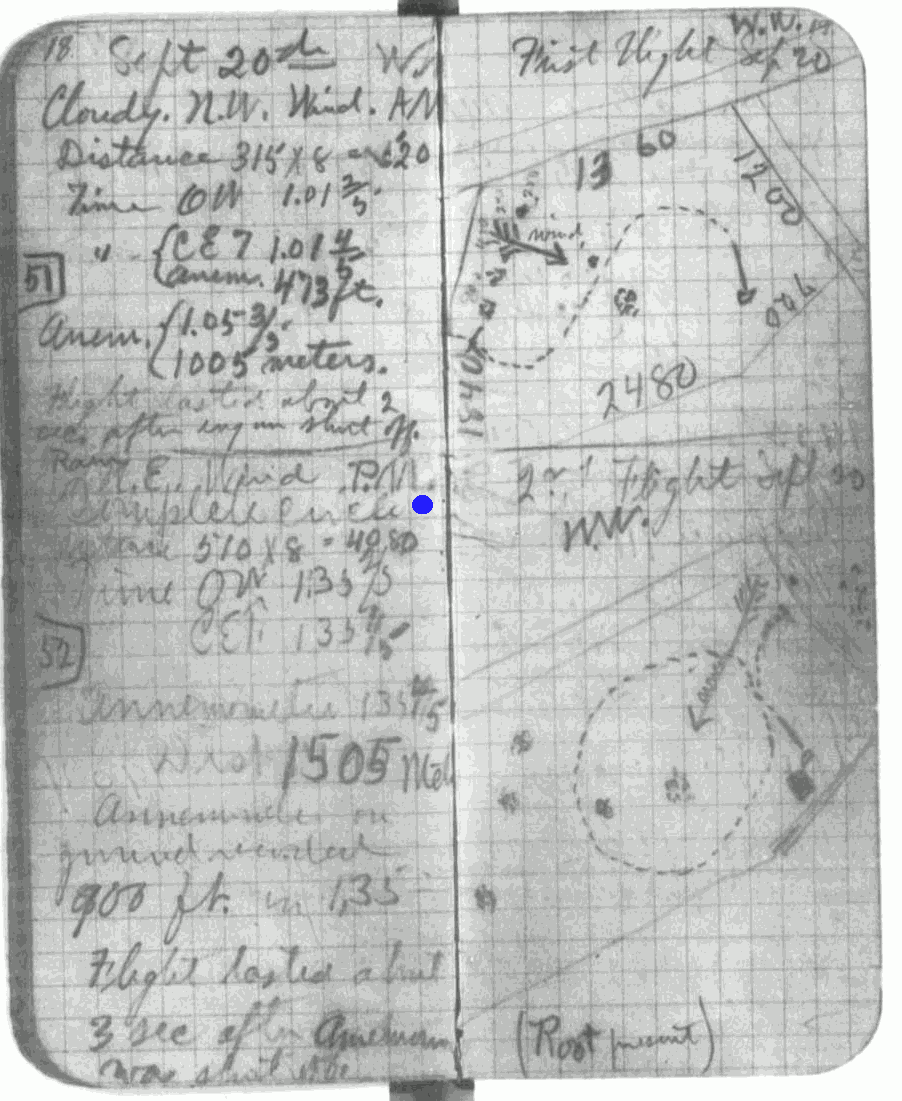
威尔伯在笔记本上记录的关于1904年9月20日他们首次实现绕圈飞行的图表和数据

跟小鹰镇所在的大西洋西海岸相比，在霍夫曼草原所在的俄亥俄州海拔和气温都更高，造成新试飞场的风势较弱，而且空气密度也较低，使得飞机的起飞变得非常困难。在小鹰镇他们的起飞用滑轨只要18米（60英尺）就足够了，可在霍夫曼草原他们的起飞滑轨必须有几百英尺长。在这一年的春夏试飞活动中他们的飞机多次发生硬着陆和失控，飞行者二号遍体鳞伤，他们自己也被摔得鼻青脸肿。8月13日，在一次飞机自力起飞的试验中，威尔伯终于打破了他们在小鹰镇的最好记录，一共飞行了400多米（约1300英尺）。
为了让起飞变得容易些，他们决定建造一台由重力驱动的投射机并在9月7日做了第一次测试。1904年9月20日，威尔伯驾驶飞机完成了一次盘旋飞行，这也是人类历史上重于空气的载人航空器的首次成功盘旋飞行。此次飞行持续了1分半钟，距离1244米（4080英尺）。接下来在11月9日的试飞中威尔伯驾驶着飞机绕着牧场差不多盘旋了整整4圈，创造了持续时间超过5分钟，飞行距离超过3英里的好成绩，而奥维尔在12月1日飞出的成绩也不相上下。这两次试飞是他们在该年飞得最好的两次。截止到该年年底莱特兄弟在潮湿的霍夫曼草原上进行了105次试飞，累计飞行时间50分钟。这片占地0.34平方公里（85英亩）的小牧场后来成为了代頓航空遺產國家歷史園區的一部分，至今还保留着两兄弟试飞时的原貌。而莱特·帕特森空军基地就坐落在它的旁边。
虽然他们在1904年取得了不小进展，但他们的飞行者二号还是会时常失去控制。一年的试飞下来这架飞机一次又一次被摔得七零八落。见这架可怜的飞机已经千疮百孔，补得不能再补了，于是莱特兄弟只好将它报废，只留下了发动机。他们紧接着在1905年新造了飛行者三號，在设计上做出了一处重要的改良。它的尾舵控制系统从机翼翘曲控制系统中分离出来，这样飞机的俯仰、侧倾和偏航都有了独立的控制系统。但尽管如此这架飞机一开始的表现依然比它的两架前辈好不了多少。在1905年6月23日的首航中，它的最初几次试飞都没能持续超过10秒。在7月14日的试飞中它一头栽到地上，差点就要了奥维尔的命。在奥维尔的惨痛经历后，两兄弟重新打造了更大型前置升降舵和尾舵，并把它们与机翼之间的距离增加了几英尺。
上述的改进大大地提高了飞机的稳定性，也让它更好控制，为日后两兄弟飞出更好的成绩打下了基础。在9月26日到10月5日期间，他们在环绕霍夫曼草原的航道上做了6次在当时来说距离超长的飞行。这几次的飞行持续时间在17到38分钟之间，单次航程在11到24英里（39公里）之间。最后一次试飞由威尔伯进行，这也是6次试飞裡成绩最好的一次。这次试飞的飞行持续时间长达38分钟03秒，航程达到了39.4公里（24.5英里），飞机在燃油耗尽后安全着陆。这次飞行的见证人有他们的父亲米尔顿，被邀请来的几个朋友和邻近的几个农民。经过了这一系列的长距离飞行，莱特兄弟相信自己终于达成了既定目标，造出了一架具有实用价值的，可以拿来出售的飞机。

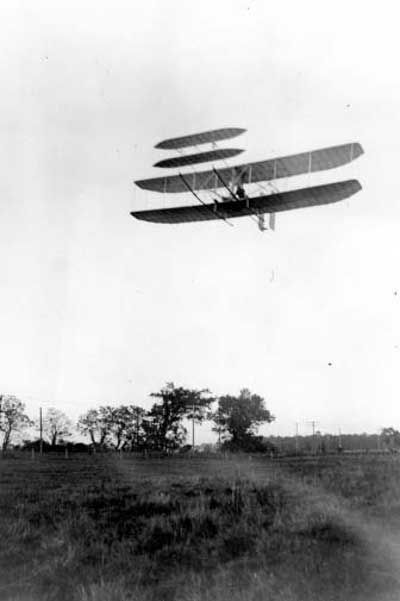
奥维尔驾驶飞行者三号在1905年10月4日飞越霍夫曼草原。飞行编号46，持续时间33分17秒，飞行距离20.75英里。这也是在该年试飞活动中拍摄的最后一张照片

而这时记者们已经将他们打入冷宫差不多一年半了，这些人从去年5月起就没踏进过牧场半步。可一听说他们竟然飞了24英里，第二天便立即涌进牧场要求莱特兄弟试飞给他们看，结果两兄弟没答应，他们只好又灰溜溜地走了。

## 媒体质疑
1904年至1905年间的试飞照片全部是莱特兄弟自己拍摄的，虽然有几张在1913年的代頓大洪水中被毁，但大多数依然保存完好。1904年美国俄亥俄州的养蜂商人阿莫斯·鲁特（Amos Root）目击了他们的几次试飞，包括他们的首次绕圈飞行。这人是个技术爱好者，他写了几篇介绍書籍发表在自己主办的养蜂技术杂志上。如果不计1905年5月让记者们扫兴的那几次试飞的相关报道，那么鲁特撰写的文章便是迄今出版过的仅有的关于莱特兄弟在霍夫曼草原试飞活动的目击报道。鲁特也给《科学美国人》杂志寄去过一篇有关的稿子，不过该杂志的编辑对莱特兄弟的试飞抱有成见，所以没有刊登鲁特的文章。有鉴于此，在俄亥俄州以外的地方不仅没多少人知道莱特兄弟的成绩，相反还经常有人会质疑他们的工作。1906年的《国际先驱论坛报》在它的巴黎版上就刊登了一篇有关莱特兄弟兄弟的文章，标题劈头盖脸地写道：“是飞人还是骗子？（FLYERS OR LIARS?）”

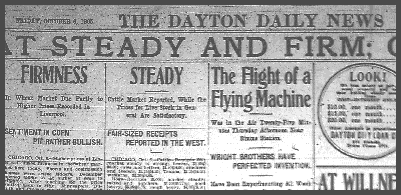
1905年10月6日发行的《代顿每日新闻报》在第9版刊登了前一天莱特兄弟的长距离试飞，这则新闻跟当天的农业新闻和商业新闻挤在一个小得可怜的版位上。该天的报纸被保存在代顿城市图书馆，全文可以在这里阅读：

代顿的本地报纸在多年以后只要一提到莱特兄弟的时候都会自豪地说本市出了个国民英雄，可想当年这两位国民英雄在他们家门口创造历史的时候，这些报社的记者们对他们不屑一顾，以至于错失了见证历史的良机。詹姆斯·M·考克斯是当时《代頓每日新聞報》的主办人——后来还当上了该州州长和1920年民主党总统候选人——他在后来回忆说：“说真的，我们当时压根没人相信。”短短一句话反映了当时媒体和公众对莱特兄弟的看法。虽然有些报纸也报道了他们的长距离试飞，可当时没有记者和摄影师在现场目击试飞过程。而鲁特虽然撰写了目击报道，可他只是个无足轻重的小人物。因此美国政府、欧洲以及像《科学美国人》这种重量级期刊并不相信莱特兄弟的成就。该刊的编辑怀疑莱特兄弟的试飞是“王婆卖瓜的所谓试验”，并质问美国报纸：“它们平时那么警觉，竟然会让这种炒作伎俩躲过编辑的审核。”
而媒体对自己缺乏关注却正中莱特兄弟下怀。虽然飞机是飞得不错，可他们当时还没能取得专利，因此生怕竞争对手会窃取自己的点子，以至于10月5日后就再也不敢试飞了。从那以后除非对方已经跟自己签订了死合同要购买飞机，否则他们一概拒绝进行试飞演示。他们也曾经致函美国、英国、法国和德国政府想要出售他们的飞机，可是他们先签合同再试飞的条件实在是太难以接受，结果全部被回绝了。两兄弟甚至不愿意展示他们的飞机在空中飞行的照片。而美国军方最近刚刚出资50000美金给兰利建造他的飞机场号，结果造出来的两架飞机“像两个迫击炮弹一样”钻进了波托马克河裡。在美国军方看来，兰利这个当时全国数一数二的航空科学家尚且搞不出什么名堂来，更别提让他们去相信两个卖自行车的俄亥俄乡巴佬说的话了。于是在怀疑和轻蔑中莱特兄弟继续悄悄进行自己的研究。而同时代的其他航空先驱，如巴西的桑托斯、亨利·法曼、里昂·德拉格蘭治和美国人格伦·柯蒂斯则逐渐进入了公众的视野。

### 歐洲懷疑論
1906年，欧洲航空协会的人在各大出版社铺天盖地地发表文章对莱特兄弟进行质疑。一些欧洲的报纸，特别是法国的报纸尤其露骨，公开地说他们是在“哗众取宠”（bluffeurs）。法國航空俱樂部的创办人歐内斯特·阿奇迪肯对两兄弟的态度尤为不屑，他毫不在乎自己的文章是在报纸版面上公开发行的，只管大放嘴炮。他在1906年撰写了一些文章，宣称“法国人会首先进行动力飞行的公开演示。”而这一年，巴西的桑托斯的首次公开飞行却得到了法国航空俱乐部和国际航空联合会的验证。
《紐約先驅報》的巴黎版把当时欧洲对莱特兄弟的看法总结成一则社论，刊登在他们1906年2月10日的报纸上：
不管莱特兄弟到底有没有飞起来，不管他们到底有没有一架飞机，不管他们到底是飞人还是骗子，想飞起来不容易，可动动嘴皮子说：“我们飞起来了。”倒是很容易。
面对欧洲航空界甚嚣尘上的质疑，莱特兄弟继续淡定地做着自己该做的事情。两年后在阿奇迪肯先生的家门口，他们将要上演一出好戏。

## 合約並返回基蒂霍克
莱特兄弟在1906到1907年的整整两年的时间里没有进行飞行，他们把时间都花在游说美国和欧洲政府购买自己的飞机上了。他们还在俄亥俄河的迈阿密河段做了水上起飞实验，但没有成功。而1906年5月对莱特兄弟来说是一个值得兴奋的月份，他们梦寐以求的飞机专利终于得到了批准，这让他们吃下了一颗定心丸。
尽管莱特兄弟磨破了嘴皮子，但美国军方在回信裡明确表示他们对莱特兄弟声称的东西毫无兴趣，于是两兄弟只好把目光转向欧洲，特别是飞行热潮高涨的法国。1907年他们首次踏上法国的土地，跟法国的政府官员和商人们面对面地交谈，然后又转道英国和德国跟那里的航空界代表人物会面。在启程之前，奥维尔还将他们新造的萊特A型飛機装箱运往法国。一年后，这宝贝就该大展身手了。
威尔伯在法国与美國陸軍通信兵團航空部的法蘭克·P·拉姆中尉进行了会面，两人谈得挺投机。拉姆致信他的上司，扫除了莱特兄弟与美军高官之间的障碍。在华盛顿特区，威尔伯亲自给美国军械和防御工事委员会作了陈述。与之前不同，这次委员会对莱特兄弟的发明感到很满意。两兄弟乘胜追击，在1907年12月促成美國陸军通信兵團发布第486号规格说明书，对建造一架陆军合同的飞机进行公开招标。莱特兄弟于次年1月提交了标书。该委员会本来以为只会收到莱特兄弟一家的标书，想不到意外地收到了41份。不过其他的标书都没有提出像样的设计，于是莱特兄弟赢得了他们第一张合同。1908年初他们又跟一家法国公司签订了合同。
1908年5月他们回到小鹰镇进行热身训练，为两份合同中规定的公开试飞做准备。但不知道从哪里走漏的消息让纽约的记者闻风而至，虽然无奈但他们也只好硬着头皮一边训练一边跟这些烦人的家伙们打交道了。美军和法国的这两份合同都要求飞机能搭载一名乘客，于是兄弟俩在1905年的设计上安装了两个席位并配置了直立的控制杆。他们先把沙袋摆在乘客席试飞，在确定安全后于5月14日请来了他们在代顿的助手查理·馮納斯坐在上面进行了几次短时间的试飞，而查理也就这样幸运地成为了史上第一位固定翼航空器的乘客。威尔伯和奥维尔没有一同登机试飞，一方面是为了保险，另一方面他们也向父亲如此保证过。不过一些报纸却把奥维尔和冯纳斯的飞行误以为是他们两兄弟在一同飞行。当天晚些时候，威尔伯驾驶飞机训练单飞，可飞到7分钟的时候却遭遇了他迄今最严重的事故——由于不熟悉新的双杆操作，他似乎把其中的一根操纵杆扳错了方向，结果飞机以四五十英里的时速撞进沙堆。虽然他除了鼻子被割破外身上只有些瘀青，不过他们的飞机却报销了。这一年的飞行训练也只好告一段落。

## 公开示范飞行

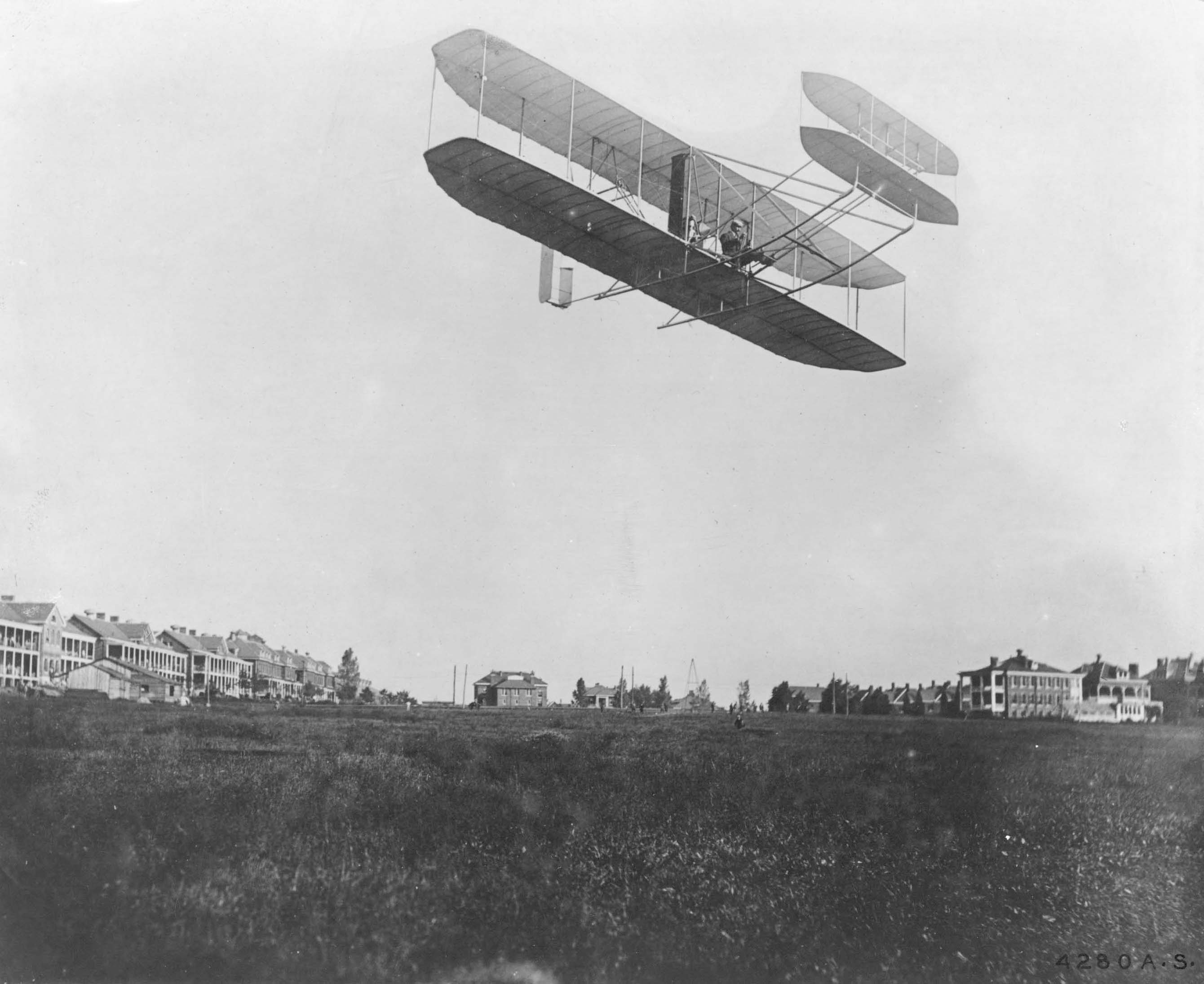
奥维尔在弗吉尼亚州邁爾堡 (維吉尼亞州)为美国陆军做示范飞行，由C·H·克劳迪摄于1908年

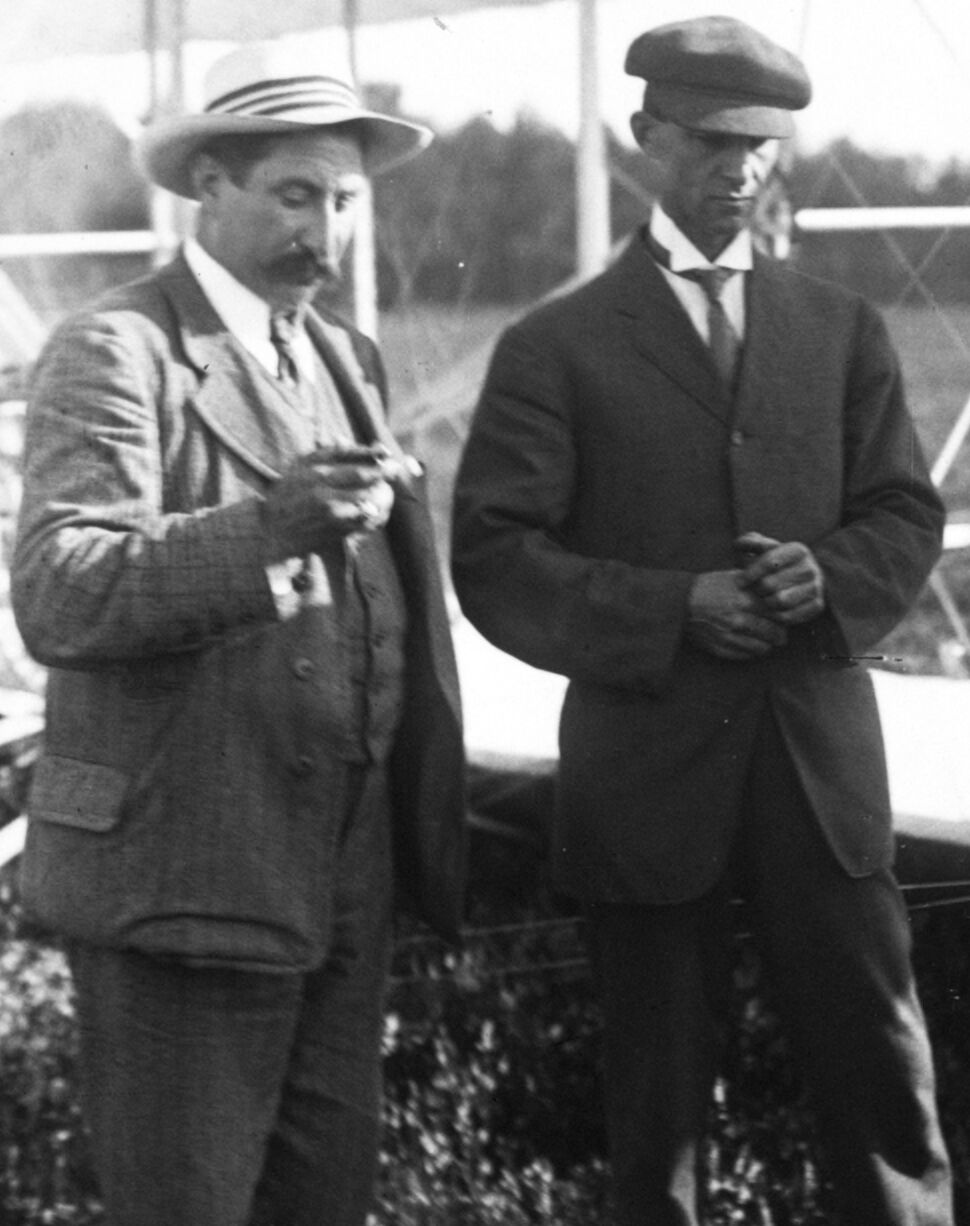
威尔伯和他们的商业顾问哈特·O·布雷格在法国勒芒附近的试飞场上

莱特兄弟和美国陆军还有法国财团的两张合同能否生效取决于示范飞行是否能成功，除此以外对方还要求示范飞行要能满足某些附加条件。两兄弟不得不分头行动，威尔伯乘船到欧洲，而奥维尔则留在美国准备在华盛顿特区附近做示范飞行。
1908年8月8日，面对前文提及过的法国航空界的质疑和一些报纸公然污蔑自己是在“哗众取宠”，威尔伯淡定地在法国勒芒郊外的汉努狄耶斯赛马场进行了公开示范飞行。第一次飞行虽然只持续了1分45秒，但威尔伯毫无压力地操作着飞机转弯并盘旋让在场观众惊讶不已。不少法国航空先驱，包括后来驾机飞越英吉利海峡的路易·布莱里奥也在现场，莱特兄弟的表现让他们哑口无言。在接下来的几天里威尔伯继续折磨他们已经到达极限的神经，连连做出一个个充满挑战性的高难度动作——像是飞出一个阿拉伯数字8。这些高难度动作不但展示出莱特飞机远超同辈的高性能，更体现出威尔伯作为一个飞行员的精湛技巧。
威尔伯的震撼演出让法国公众雀跃不已，成千上万的观众涌入赛马场想要观看他的示范飞行。莱特兄弟一举成名。而之前质疑过他们的人不但纷纷道歉，还对他们大加赞赏。《航空愛好者》杂志编辑乔治·贝赛松写道：“（他们的飞行）驱散了所有的质疑。（现在）没有一个之前贬低过他们的人敢质疑，他们之前的飞行试验是人类第一次真正的飞行……”"而之前大放嘴炮的法国航空界推手，欧内斯特·阿奇迪肯也心悦诚服，大大方方地表达了自己的歉意：“长期以来，莱特兄弟在欧洲一直被斥为是在哗众取宠……今天他们在法国已被顶礼膜拜，而我也非常荣幸……能籍此机会表达我的歉意。”
1908年10月7日，莱特兄弟在欧洲的业务代理商的妻子伊迪丝·伯格（Edith Berg）搭乘威尔伯驾驶的飞机飞上蓝天，她也成为了第一位搭乘飞机的美国女性。这一年的秋天威尔伯还搭载过许多其他的乘客。在试飞活动中威尔伯结识了里昂·伯雷和他的家人。伯雷在自己开办的汽车工场里为威尔伯组装飞机提供了场地和助手，那年秋天他也坐着威尔伯的飞机上了天。1908年6月份威尔伯到勒芒的时候伯雷夫人的孩子刚好快要出生，于是威尔伯保证会在孩子出生那天让飞机第一次飞上欧洲的天空。1908年8月8日，也就是孩子出生的那天，飞机真的起飞了。

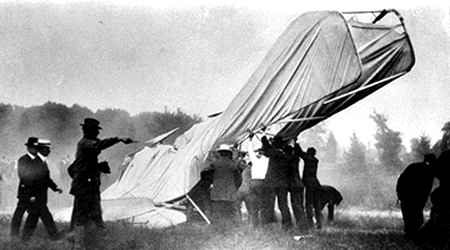
迈尔堡坠机事件。由C·H·克劳迪所摄

而在美国这边，奥维尔却遇到了大麻烦。1908年9月3日，他用同一型号的飞机在迈尔堡为美国陆军做了一次成功的示范飞行。接下来在9月9日他达成了自己第一次持续时间超过1小时的飞行，飞了62分15秒。可是在9月17日他搭载官方观察员陆军中尉湯瑪斯·塞爾弗雷奇飞行时却遭到意外，起飞数分钟后飞机的螺旋桨在约30米（100英尺）的空中破裂粉碎，造成飞机失控坠地。塞尔弗雷奇颅骨骨折，当晚在邻近的陆军医院里去世，成为史上第一位在飞机失事中丧生的人。奥维尔也身受重伤，当时诊断为左脚骨折，四根肋骨断裂。12年后他感到身体愈发疼痛难忍，检查后才发现那次事故还造成了三处顽固髋骨骨折和一处髋关节脱臼。他的妹妹凯瑟琳闻讯后放下教师工作从代顿赶赴弗吉尼亚，在奥维尔的床前照顾了他7周时间。这段时间里她还代表兄长与军方协商将合同期限延长一年。当时一位前来探病的朋友问奥维尔：“事故有没有伤到你的神经？”，“神经？”奥维尔愣了愣，“哦，你的意思是说我会‘害怕’再次飞行是吧。我只害怕不能飞，身体不能尽快康复然后在明年之内完成那堆测试。”

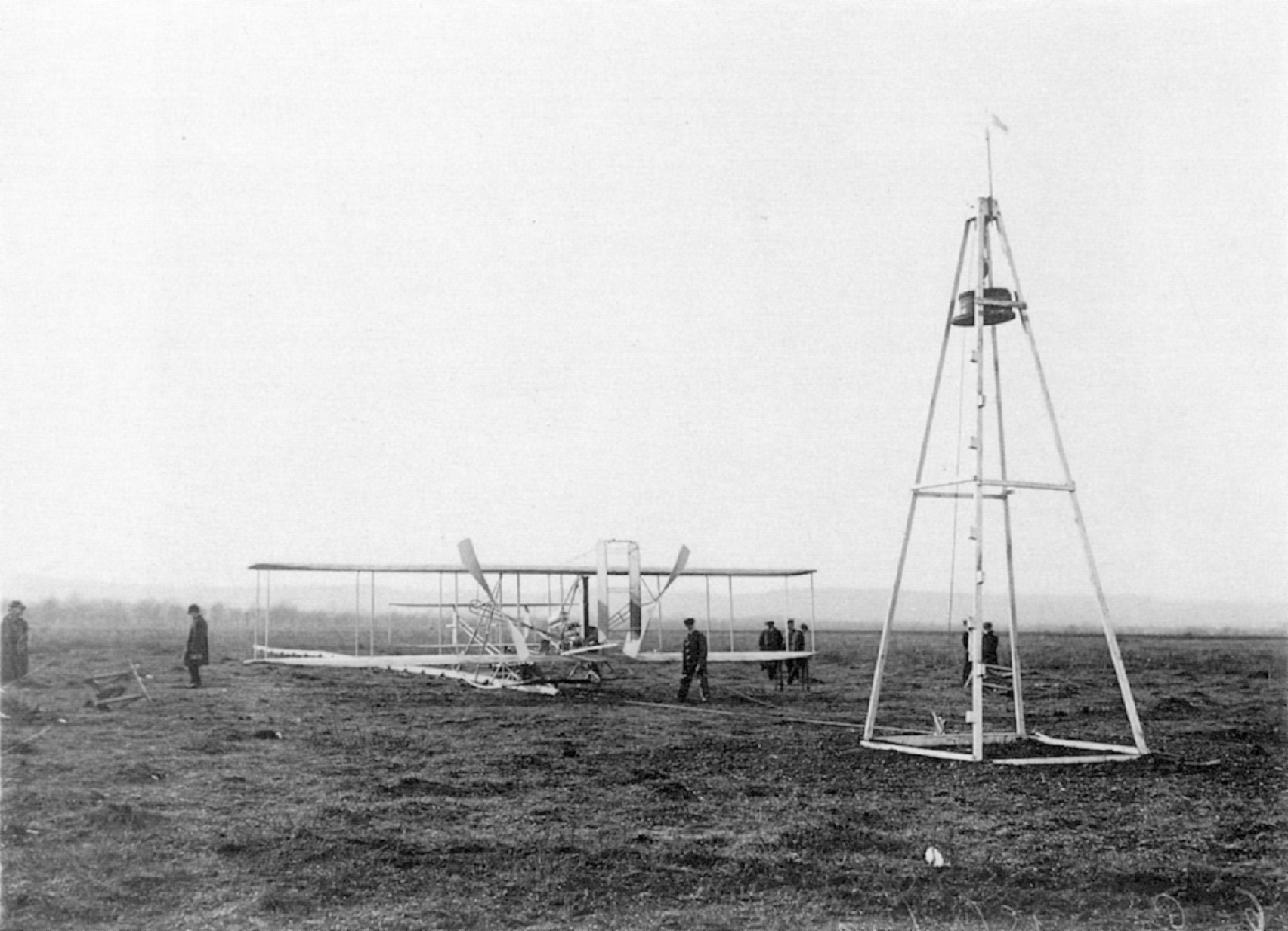
威尔伯在1908至1909年间驾驶过的莱特A型飞机，近处的是辅助起飞用的弹射塔，摄于1909年的法国

威尔伯对弟弟的事故深感震惊，这也驱使他决定要作出更傲人的飞行表演。在接下来的几周裡他连连刷新飞行高度和持续飞行时间的记录。在1909年奥维尔和凯瑟琳来到法国与威尔伯团聚，在那段日子里他们成为了全世界关注的风云儿。不管是王公贵族、富商巨贾、媒体记者还是普罗大众都对他们趋之若鹜。英格兰、西班牙和意大利国王甚至专程赶来观看威尔伯的飞行。勒芒的演出告一段落后，莱特兄弟接着转战法国南部的波城，在那儿威尔伯进行了更多公开飞行。数不清的官员、记者和政客们大排长龙等着坐他的飞机，但做哥哥的显然也没忘记他的妹妹，2月15日凯瑟琳坐着威尔伯驾驶的飞机翱翔了天际。最后威尔伯培训出两名法国飞行员，然后将飞机交付给签订了合同的法国公司。4月份时莱特兄弟又来到意大利，威尔伯在那儿组装起一架新的飞机继续进行演出，并培训了更多飞行员。他还搭载一位摄像师上天，拍摄了第一卷从飞机上录制的影像。
回到美国后，莱特三兄妹被邀请到白宫做客，时任美国总统的塔夫脱为他们授予嘉奖。代顿市也为他们的归来举行了整整两天的盛大庆祝活动。1909年7月，奥维尔在威尔伯的辅助下完成了美国陆军的验证飞行，满足了美军所要求的双座飞机搭载一名乘客续航1小时、平均时速64公里（40英里）并无损伤着陆的条件。他们以30,000美金的价格将飞机出售给美國通信兵團航空部，由于飞机的速度超过了美军要求的规格，他们还额外得到了5,000美金的奖金。10月份威尔伯在纽约市的哈德遜-富爾頓慶典中当着100万纽约人的面绕着自由女神像盘旋，并在曼哈顿的哈德孙河面上进行了波浪状的飞行表演。这次飞行表演让莱特兄弟在美国家喻户晓，1909年也成了他们人生中特别的一年。

### 家庭航班
1910年5月25日，莱特一家回到霍夫曼草原，在那里奥维尔进行了两次特别的飞行。首先，他搭载了威尔伯作为乘客进行了6分钟的飞行，这也是两兄弟唯一一次同机飞行。这次飞行得到了他们父亲的允许——为了避免酿成双重悲剧和让两人的事业不至于被一场事故所中断，他们曾向父亲保证永不同机飞行。下来以后奥维尔又搭载着82岁的老父亲飞上蓝天，这也是米尔顿·莱特一生中第一次也是唯一一次飞行。两人在天上飞了近7分钟。当飞机上升到107米（350英尺）时，老莱特呼唤他儿子：“高些，奥维尔，再飞高些！”

## 專利纠纷

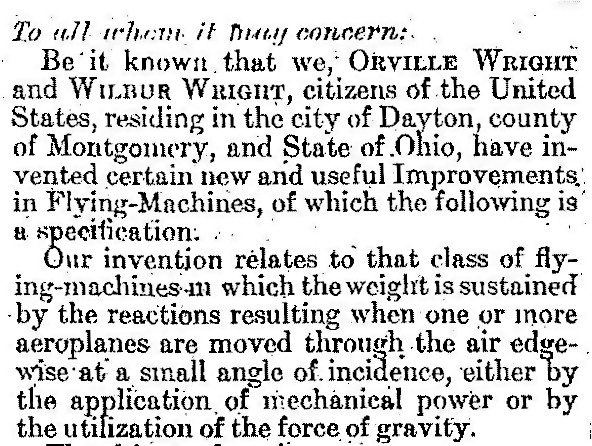
莱特兄弟的专利介绍文档，由美国专利及商标局存档

莱特兄弟曾在1903年自行提交过有关航空器的專利申請，但没有获得通过。于是他们在1904年聘请了专利领域律师哈利·图尔明来为他们撰写新的申请书。图尔明没有辜负兄弟俩的期望。1906年5月22日莱特兄弟终于获得了他们梦寐以求的美国专利号821393的“飞行器专利”。该专利的说明对象是一架无动力飞行器——也就是他们的1902年款滑翔机，但该专利的厉害之处在于它主张的是对一种“新型实用飞行器控制手段”的所有权，而不管飞行器是否配备了动力。首先，专利描述了翘曲机翼技术，同时强调了“针对翼尖周围的气流进行机翼角度的变更”的概念，明示“任何通过改变机翼外轮廓来控制机身左右滚转的技术”皆属于该专利的管辖范围。接着专利还描述了可转向的垂直尾舵，以及如何创新地运用它让飞机进行“协调转向”，从而避免发生危险的逆偏航——这曾经让他们在1901年款的滑翔机上吃尽苦头。最后专利描述了前置升降舵，以及如何用它来控制飞机的俯仰动作。

### 訴訟開始
为了回避上述的专利，格伦·柯蒂斯和其它一些航空先驱们设计出了副翼来模拟莱特兄弟在上述专利中描述并于公开飞行中演示过的滚转控制。在1908年7月4日，柯蒂斯驾驶着他的金龜子號完行了一次长达1公里的历史性飞行，赢得科学美国人杯。可没过几天他便遭到了莱特兄弟的警告，称他侵犯了他们的专利并要求他不得飞行或销售任何装有副翼的飞机。可是柯蒂斯不但拒绝支付专利许可费，还在1909年将一架装有副翼的飞机售给纽约航空协会。于是莱特兄弟一纸诉讼将柯蒂斯告上法庭，拉开了一场长达数年的法律争端的序幕。除了柯蒂斯以外两兄弟还起诉了一些国外航空业者，包括法国航空界领袖路易·波朗。对此柯蒂斯等人当时揶揄说：“只要有人跳到空中挥挥手臂，莱特兄弟也会给他告到法院去。”同时，购买了莱特兄弟专利的欧洲公司也跟着他们去起诉本国的其他飞机制造商，不过这些诉讼只能算部分成功。尽管在法国判决结果倾向支持莱特兄弟，但被诉方通过法律途径反复纠缠直至将官司拖到1917年专利失效为止。在德国，一家法院以当时被披露的1901年威尔伯的和1903年奧克塔夫·沙努特的谈话内容为根据，裁定莱特兄弟的该专利无效。在美国，莱特兄弟则与美國航空俱樂部达成协议，对该俱乐部批准的飞行表演进行授权，不对参演的飞行员发起诉讼。而相应的，受该俱乐部批准的活动承办人必须向莱特兄弟支付相关费用。
从1910年到1912年因伤寒去世期间，威尔伯一直在他们的专利纠纷中扮演了主导角色。在他看来道义是站在自己一边的，尤其是在他们与柯蒂斯之间——后者通过侵犯自己的权利来建立一家大规模飞机生产企业。为了与咨询律师和出庭作证，他马不停蹄地来回奔波最终积劳成疾。因此奥维尔和凯瑟琳认为柯蒂斯对威尔伯的英年早逝负有部分责任。而两兄弟把全副身心投放于法律纠纷上也影响了他们进行新飞机的设计，导致他们在1911年时生产的飞机被认为已经落后于欧洲的制造商。而事实上由于莱特兄弟至死不渝的诉讼，美国的航空业受到了极大的压制，以至于在第一次世界大战开打时美军竟没有本国生产的飞机可用，结果被迫向法国采购飞机。

### 勝利與合作
1913年2月，莱特兄弟在与柯蒂斯之间的原始诉讼中获胜，法院裁定莱特兄弟的专利对副翼也一样具备效力，而柯蒂斯的公司随即提起上诉。1914年美国巡回上诉法院维持了有利于莱特兄弟的判决，而柯蒂斯公司则继续通过法律策略来避免受罚。奥维尔对于判决的结果感到满意，同时出于对自己公司执行层的不满，他没再竭力推动进一步的法律行动来确保对生产的垄断。而实际上，他早就计划将公司出售并最终在1915年付诸行动，但出售后的公司还在继续着无休止的诉讼活动。1917年，一战正打得热火朝天，可是这些专利诉讼竟然搅得美军没有本国的飞机可用，对此表示压力很大的美国政府终于出手干预了。由政府牵头，航空器制造协会成立了。该协会在美国政府的批准下协调战时美国的各大航空器制造商建成一个专利池，会员企业只要支付一笔综合费用就可以使用这个航空业专利池中的任何专利，包括莱特兄弟的新旧专利在内。与此同时，所有的航空专利诉讼自动被撤销，专利税也被限制在百分之一。就这样，所有的航空企业之间开始自由地交易发明和理念。莱特-马丁公司（前莱特公司）和柯蒂斯公司之间也通过交换专利许可的方式向对方支付了200万美金。尽管法庭上的旁枝末节让诉讼一直持续到1920年才彻底结束，但莱特兄弟和柯蒂斯之间纠缠已久的诉讼终于走向了尾声。颇具讽刺意味的是，莱特航空公司（前莱特-马丁）和柯蒂斯公司最终在1929年合并成为今天的柯蒂斯-萊特公司，这两家充满恩怨情仇的公司的后继者至今还在为航空业贡献着它的高科技零部件。

### 公眾反應
对于围绕着专利问题而发生的纠纷，支持者们认为莱特兄弟只是在保护自己的正当权益，他们有权利从自己呕心沥血耕耘了多年的发明裡获得应有的回报。但长年的诉讼无可避免地伤害了莱特兄弟作为民族英雄的光辉形象。批评者们认为他们过于贪婪和狡诈，并拿他们来跟欧洲那些更加开放的同行们进行对比，做出了不利于他们的评价。而他们与奥克塔夫·沙努特之间长达十年的友谊本来就因为双方对于后者在莱特兄弟的成功中所起作用的理解不同而非常紧张，在沙努特公开批评莱特兄弟的所作所为后，这段友谊也终于走向破裂。

## 商業領域

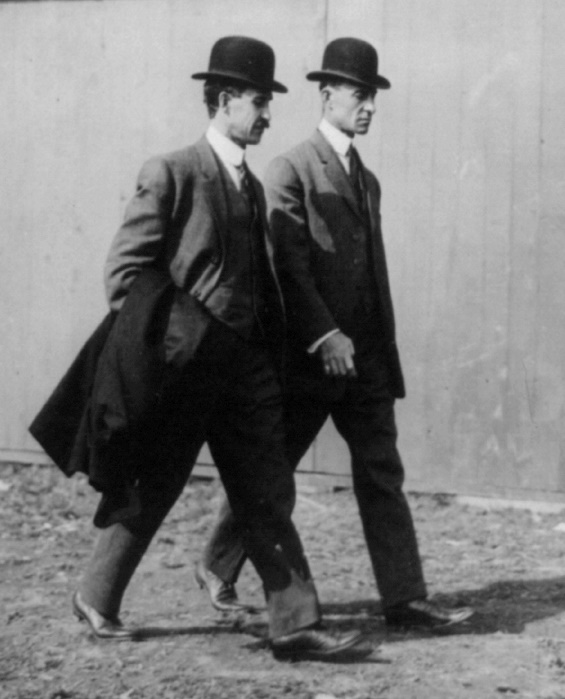
莱特兄弟在1910年貝爾蒙特公園航空会议上

莱特公司成立于1909年11月22日。莱特兄弟将自己的专利以10万美金的价格售予该公司，还另外获得了该公司100万美金發行股中的三分之一。另外该公司每售出一架飞机，莱特兄弟还可以从售价中抽取百分之十的专利税。公司的总部设在纽约市，由威尔伯出任总裁，奥维尔则出任副总裁。该公司在代顿建有一间厂房，试飞场则与飞行培训学校一并设在在霍夫曼草原。
1910年代中期，莱特兄弟更改了他们飞机的设计，将原本设在机身前方的水平升降舵移动到机身后方。后置升降舵要比前置的要容易控制得多，在高航速普及以后这个优点更加明显。他们还为机身加装了轮子，但在起落架上保留了起落撬部分。这架新型飞机被命名为莱特B型——尽管莱特兄弟从来没有把之前的鸭翼式飞机称作“A型”，但美国陆军信号兵团却是这么叫的。
莱特兄弟的时代会购买飞机的客户并不多，因此他们在1910年春雇佣并训练了一支航空表演隊，用来给他们的飞机作宣传，并为公司赢取奖金——尽管威尔伯自己对这种“骗钱的勾当”很不以为然。1911年6月13日这支9人组成的表演队在印第安纳波利斯机动车赛道上亮相。可还没到年底，队员拉爾夫·約翰斯通和阿奇·浩克塞就在表演中相继失事身亡，莱特兄弟被迫在11月解散了这支表演队。而表演队解散后又有4位其前成员死于空难。
1910年11月7日莱特兄弟公司进行了其已知最早的一次商业货运，运送两匹丝绸从代顿市飞到哥伦布市，航程105公里（65英里），耗时1小时06分。货主摩尔豪斯-马滕斯百货公司为此支付了5000美金的运费。飞机由他们公司的飞行员菲尔·帕米利驾驶，货物被捆在乘客座位上。这次飞行的广告意义远大于其实际意义，那两匹丝绸一下飞机就被剪成碎片当成纪念品销售一空。
在1910年到1916年间，莱特公司在它位于霍夫曼草原的飛行學校裡培训出了115名飞行员。他们皆出自奥维尔和助理之手。一些学员后来成了家喻户晓的人物，包括当时被昵称“小哈”，后来荣升五星上将，在二战裡率领美国空军奋战的亨利·阿诺德、首次从美国东海岸飞到西海岸的卡爾布雷斯·佩利·羅杰斯，他当时为了给饮料公司Vin Fiz做宣传，驾驶了一架被冠名Vin Fiz的莱特EX型飞机横飞美洲大陆（尽管中途坠机停滞了好几回）和日后成立了史汀森飛機公司的艾迪·史汀森。

## 与史密森尼学会的恩怨

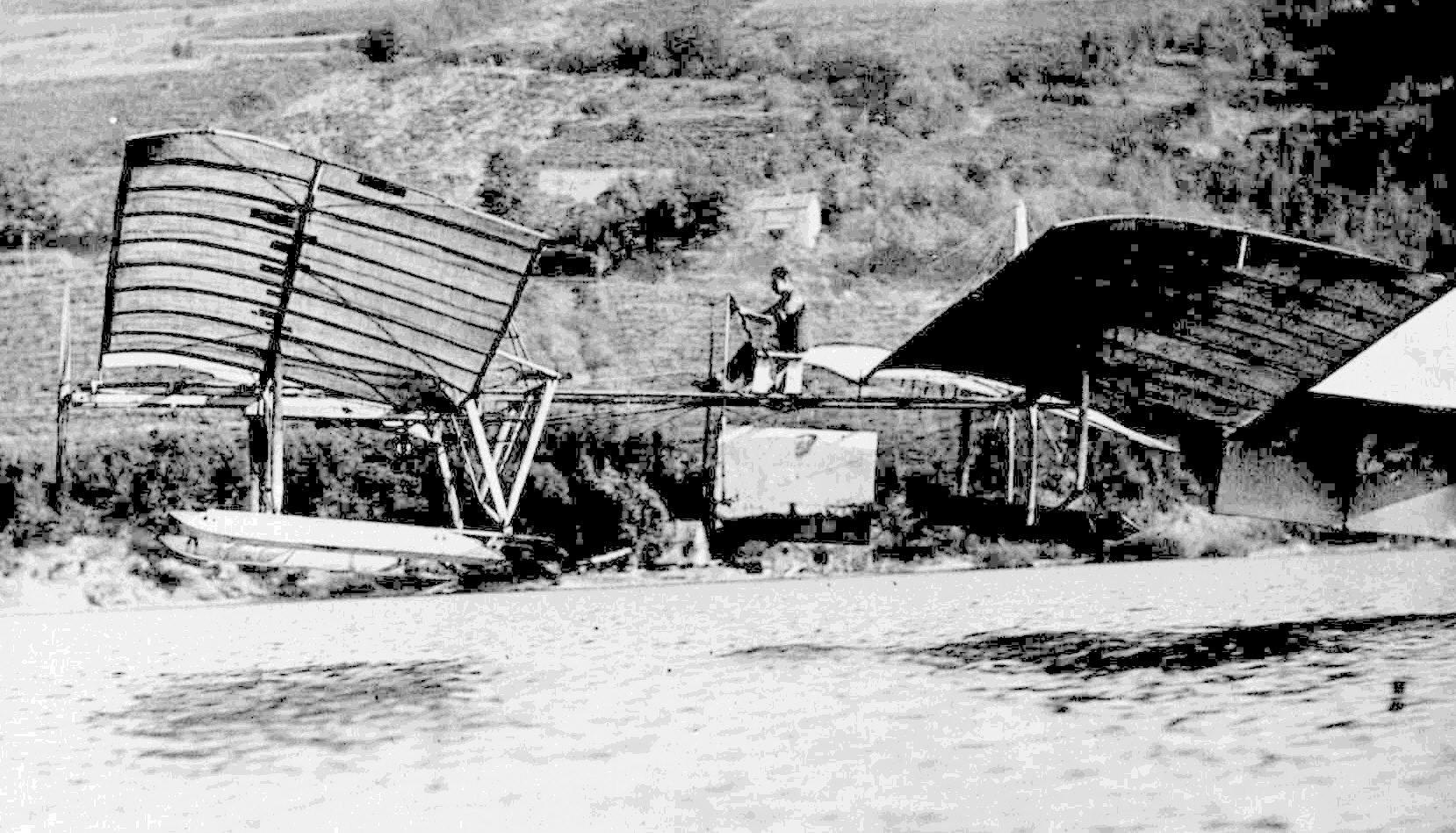
格伦·柯蒂斯驾驶着一架挂羊头卖狗肉的飞机场号从纽约州哈蒙兹波特裘卡湖上起飞，摄于1914年9月17日。这架飞机在结构上与兰利当年的飞机场号存在重大不同

史密森尼学会的书记塞缪尔·兰利从1887年到1906年逝世之前一直在用航空器模型进行飞行试验，并在1896年和1903年成功试飞过无动力的模型飞机。不过他打造的全尺寸动力航空器飞机场号却在1903年10月和12月的两次试飞中遭遇彻头彻尾的失败。尽管如此，史密森尼学会还是在自己的博物馆里头得意洋洋地展示了这架失败的作品，并以“第一架有能力飞行的重于空气的动力航空器”自居。史密森尼学会的所作所为无异于将莱特兄弟的发明贬低成次要地位，自然就引发了他们与奥维尔·莱特之间绵延数十年之久的不和。而讽刺的是，当年威尔伯正是从该学会那儿获取了帮助才踏上了飞行的征途的。
史密森尼学会发表上述观点的依据是格伦·柯蒂斯和他的团队在1914年成功试飞过飞机场号。可是当时试飞的根本就不是真正的兰利飞机场号——它已经在试飞前被偷偷摸摸地做了重大修改。当时史密森尼学会希望通过证明飞机场号能够飞行而挽回兰利在航空界的声誉；而柯蒂斯则希望通过贬低莱特兄弟的发明来给他们之间专利官司增添筹码，于是两边合谋炮制了一场不诚实的试飞活动。虽然试飞成功了，但柯蒂斯最后还是输掉了官司，史密森尼学会倒是达成了自己目的。史密森尼学会当然不会公开在试飞前柯蒂斯在飞机场号身上动了什么手脚，然而世事难料——奥维尔的弟弟洛林和他的好友格里菲斯·布鲁尔（Griffith Brewer）来到试飞现场目睹并拍摄了飞机的照片，从而让哥哥了解到这场闹剧的真相。
奥维尔一再抗议史密森尼学会对飞机场号的歪曲塑造，不过该学会依然我行我素。作为回应，奥维尔以“扭曲航空器发展史”为由拒绝将自己复原后的飞行者一号捐赠给史密森尼学会，反而在1928年把它租借给了伦敦科学博物馆。查尔斯·林白曾尝试从中调解但无济于事。1942年，饱受公众诟病的史密森尼学会在莱特兄弟传记作者弗雷德·C·凱利的劝说下终于放下了架子，在出版物上公开罗列了当年他们对飞机场号的做过的改动，并撤回了有关1914年试飞活动的误导性声明。史密森尼学会承认错误后，奥维尔私下向伦敦科学博物馆要求归还飞行者一号，但不巧二战爆发，飞行者一号只好又被尘封在英国的仓库裡，直到二战结束，奥维尔去世以后才被运回美国。

### 飞行者一号入驻史密森尼学会

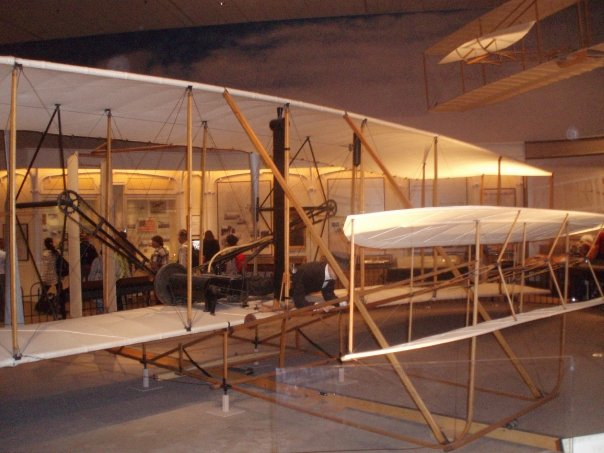
1903年飞行者一号的原机，它现被陈列在位于华盛顿特区的美国国家航空航天博物馆

1948年11月23日，奥维尔的遗产执行人与史密森尼学会签署协议，后者以象征性的1美元买下飞行者一号。在该执行人的坚持下该协议还附带了展示飞行者一号的严苛前提条件。该协议的部分内容如下：“史密森尼学会或其继任者、受前两者管辖的美国博物馆或其他代理机构、政府机关和设施，均不得出版或允许展示任何与宣称在1903年的莱特兄弟飞机之前便能搭载单人进行受控制的动力飞行的飞行器有关的声明或标签。”倘若该协议未被履行，莱特兄弟的继承人有权收回飞机的所有权。受该协议的制约，史密森尼学会拒绝调查一切早于莱特兄弟的航空先驱们进行的早期飞行，而一些航空爱好者们，尤其是拥护古斯塔夫·懷特海德的传奇的那些人，便又开始因此控诉该协会。
1948年12月17日，也就是莱特兄弟成功试飞45周年纪念日，飞行者一号终于在史密森尼学会博物馆进行公开展出。莱特兄弟的侄子米尔顿（洛林的儿子）发表了一段简短的讲话后正式将飞机移交给史密森尼学会。米尔顿还是个孩子时，他曾在姑父们的自行车店里看到过正在打造途中的飞行者一号。飞行者一号的前面竖立着一个标签，上面刻着如下铭文：
| 莱特兄弟飞机原机 这是世界上第一架动力驱动、重于空气、能够自由、受控并持续飞行的人造航空器。 它由威尔伯和奥维尔·莱特发明建造。 1903年12月17日他们驾驶此机在北卡罗来纳州的小鹰镇成功试飞。 莱特兄弟藉由他们原创性的科学研究发现了人类飞行的原理。 作为发明者、建造者和飞行员，他们促进了飞机的发展，教会了人类如何飞行，并开启了航空的新纪元。 |

现在飞行者一号被陈列在华盛顿特区由史密森尼学会所运作的美国国家航空太空博物馆。

## 晚年

### 威尔伯
莱特兄弟两人最终都没结婚。威尔伯曾开玩笑说自己“没有同时应付一位妻子和一架飞机的时间。”1912年他在前往波士顿的途中病倒，回到代顿后被确诊为伤寒。在时而昏迷、时而清醒地与病魔搏斗了几个星期后，他在5月30日病逝于家中，享年45岁。他的父亲米尔顿在日记中这样描述威尔伯：“他生命短暂，却又卓越不凡。他智慧无穷却又冷静沉着，他无比自信却又无比谦虚，他敏锐地洞察正道，坚定地追求真理。他随风而生，最后随风而逝。”

### 奥维尔

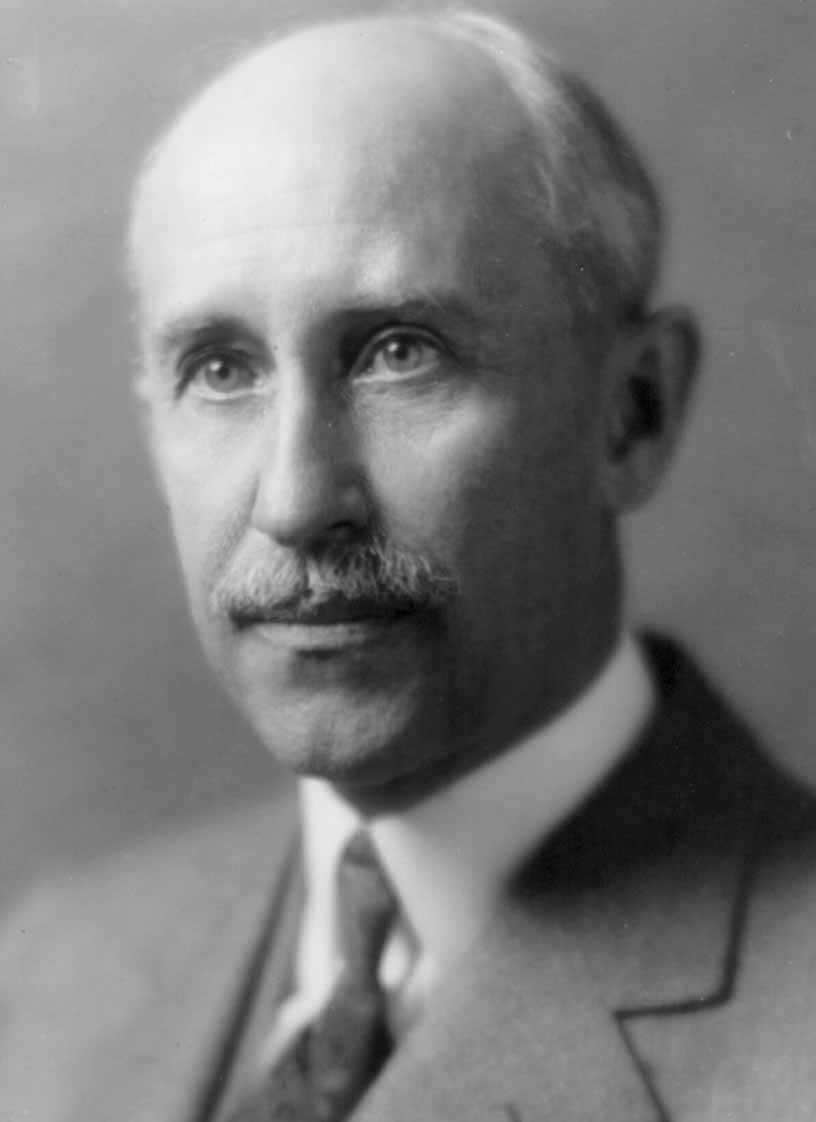
奥维尔·莱特，摄于1928年

奥维尔在威尔伯死后继任莱特公司的总裁。他跟威尔伯一样讨厌做生意，但却不像威尔伯一样拥有一流的经营手腕。在1915年奥维尔出售了公司，然后跟凯瑟琳和父亲米尔顿一起搬迁到位于橡樹鎮山楂樹嶺的新建豪宅中。1917年米尔顿在睡梦中去世。1918年，奥维尔驾驶一架1911年款莱特B型飞机完成了飞行员生涯的最后一次飞行。1926年凯瑟琳嫁给了在堪萨斯奥伯林读书时的一位同学亨利·哈斯科尔（Henry Haskell），但奥维尔却很不喜欢他，以至于拒绝出席他们的婚礼，甚至拒绝与凯瑟琳通信。1929年凯瑟琳在肺炎弥留之际，洛林终于说服了奥维尔前去见她最后一面。
奥维尔自商界隐退后成为航空界的活动家，并在多个官方委员会中任职，包括美国国家航空咨询委员会（NACA，美国国家航空航天局的前身）、美国航空商会（ACCA，美國航空太空工業協會的前身）等。他为美国国家航空咨询委员会工作了整整28年。为了表彰其对航空事业的贡献，1928年他被授予首枚丹尼爾·古根漢姆工程獎章。1936年他还被选为美国国家科学院成员。
1944年4月19日，洛克希德星座号飞机二号机由霍华德·休斯和环球航空总裁傑克·弗萊驾驶从加利福尼亚州伯班克飞往华盛顿特区。和莱特兄弟首飞时仅仅飞行了12秒，航程36.5米（120英尺），时速只有每小时10.9公里（6.8英里）的成绩相比，这次飞行只花了6小时57分便飞越了2,300英里，时速接近330英里。飞机在返航时取道萊特機場接上已经两鬓斑白的老奥维尔登机进行他人生中的最后一次飞行，这距离他的第一次飞行已经过去了40多年。传说他在这次飞行中还曾短暂地操作星座号。事后他不无感慨地说道，星座号的翼展比他第一次飞行的距离还长。
奥维尔人生中最后一次大事大概是监督完成了1905年款飞行者三号的回收和保养工作。这架飞机是人类历史上第一架有实用价值的飞机，但它在1905年的试飞后即被拆卸。莱特兄弟为了前述的载客飞行训练，在1908年曾经将这架飞机重新组装并更改为双座和加装新型控制系统。奥维尔主持将它恢复为原始状态。现在飞行者三号被陈列在代頓航空遺產國家歷史園區，其展示空间也是由奥维尔设计的。它是目前为止唯一一架被收入美国国家史迹名录的固定翼航空器。
1948年1月30日，奥维尔在第二次心脏病发作后去世，享年76岁。他出生在马车时代，亲历工业革命的洗礼，临终前终于看到了超音速飞机的黎明。他逝世后刚好一天，拍下了两兄弟第一次飞行的那张著名照片的約翰·T·丹尼爾斯也接著去世。莱特兄弟被埋葬在家族位于代顿的墓地。
奥维尔生前曾指定在他死后将其收集的翼型和设备移交位于费城的富蘭克林研究所。该学会是第一个表彰莱特兄弟首次成就持续动力飞行的学术组织。现在富兰克林学会科学博物馆藏有来自莱特兄弟作坊的最大规模的文物。

## 围绕首架飞机的争议
有一些文档记录显示，在1903年莱特兄弟飞行之前便有其他航空先驱曾经进行过首次飞行，包括克雷芒·阿德尔、古斯塔夫·懷特海德、理查德·皮爾斯和卡爾·賈托等。也有人声称维亚和桑托斯·杜蒙才是进行了第一次真正飞行的人。持有上述观点的人认为莱特兄弟在技术上并没有造出第一架能成功飞行的飞机。首先飞行者一号没有机轮，要借助起飞轨道起飞；其次它必须迎风起飞或者用靠1903年设计的发射器起飞。而莱特兄弟的拥护者则认为这些都是旁枝末节的技术，更重要的是莱特兄弟的飞行得到了公证，其试验可被重复验证，飞机能够进行受控并持续的飞行，因此作为首架飞机的称号实至名归。
莱特兄弟在1903年12月17日进行的飞行作为“第一次重于空气的航空器进行的受控的持续动力飞行”被国际航空联合会（FAI）所认可。

## 俄州和北卡州的竞争

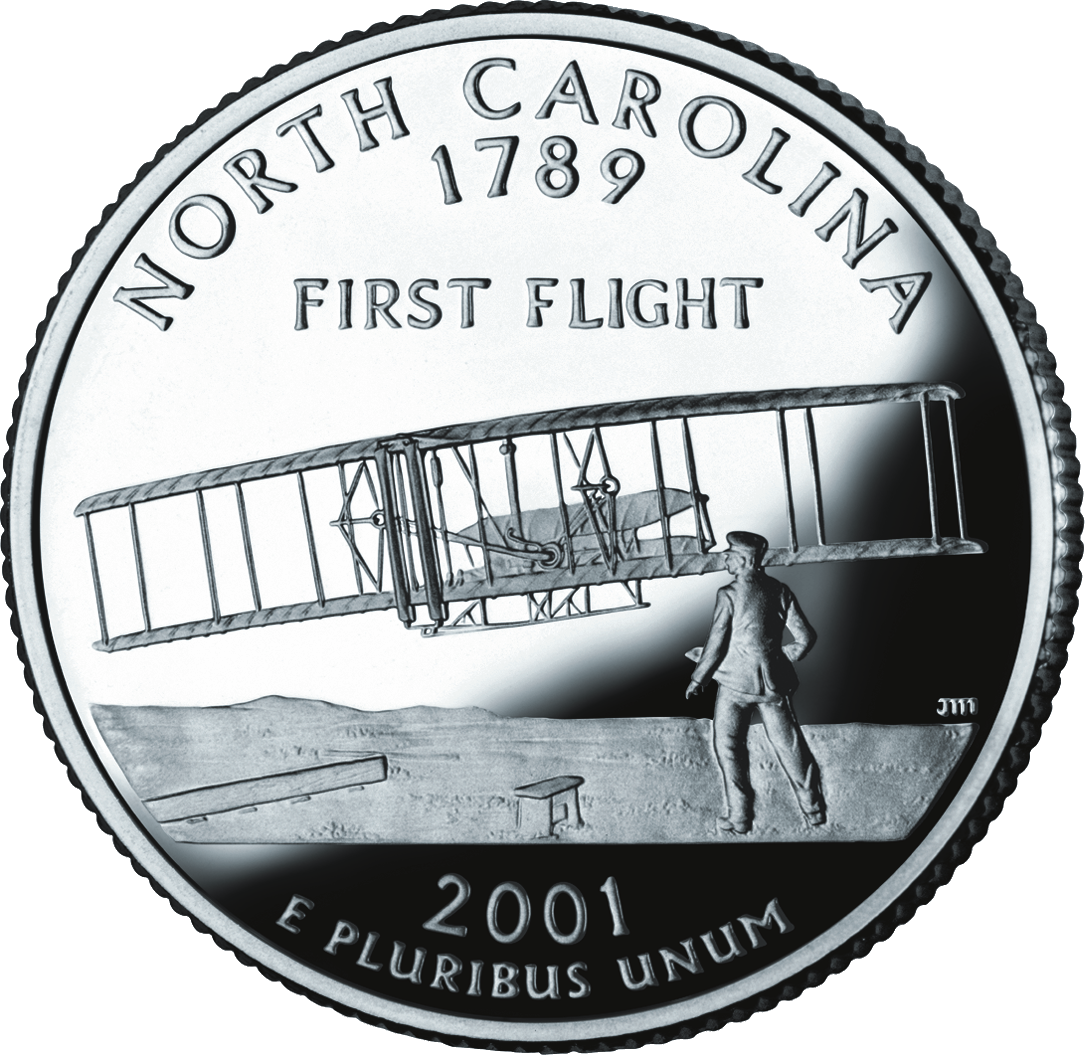
美国50州25美分纪念币中的北卡罗莱纳州25美分硬币，以1903年飞行者一号在该州小鹰镇著名的首飞照片为蓝本

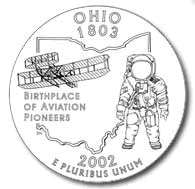
美国50州25美分纪念币中的俄亥俄州25美分硬币，以1905年飞行者三号在该州代顿市郊霍夫曼草原进行首次长距离飞行时的著名照片为蓝本

美国俄亥俄州和北卡罗来纳州皆认为本州对莱特兄弟和他们改变世界的发明有功——莱特兄弟在俄亥俄州的代顿进行了飞机的设计，而他们又在北卡罗莱纳州的小鹰镇进行了他们的首次成功飞行。本着友好竞争的精神两州通过了涵义存在微妙不同的本州格言。俄亥俄州的标语是“航空发祥地”，后来改为“航空航天先驱出生地”以同时纪念本州出身的约翰·格伦和尼尔·阿姆斯特朗两位航天员。而北卡罗来纳州的标语则是“首飞在天”，并将它印在本州的车辆号牌上。
北卡罗莱纳州在莱特兄弟的首飞地树立了萊特兄弟國家纪念碑，而两兄弟在俄亥俄州的试飞场则是代顿航空遗产国家历史園區的一部分。由于两州都在航空史上扮演了重要的角色，它们都没有主张自己应当独占莱特兄弟的成就。

### 腳注
1. ↑  "Orville Wright, 76, is dead in Dayton; co-inventor with his brother, Wilbur, of the airplane was pilot in first flight" – 紐約時報 obituary. January 31, 1948. Retrieved July 21, 2007. "代頓, October 30, 1948, Orville Wright, who with his brother, the late Wilbur Wright, invented the airplane, died here tonight at 10:40 in Miami Valley Hospital. He was 76 years old."
2. ↑   (PDF). 紐約時報. May 30, 1912  [February 25, 2015]. （原始内容存档 (PDF)于2023-04-15）. 代頓, Ohio. Following a sinking spell that developed soon after midnight, Wilbur Wright, aviator and aeroplane builder, died of typhoid fever at 3:15 am to-day. Wright had been lingering for many days and though his condition from time to time gave some hopes to members of his family, the attending physicians, Drs. D.B. Conklin and Levi Spitler, maintained throughout the latter part of his sickness that he could not recover.
3. ↑  . National Air and Space Museum. Smithsonian Institution.   [September 21, 2010]. （原始内容存档于August 13, 2015）.
4. ↑  Johnson, Mary Ann. . . Following in the Footsteps of the Wright Brothers: Their Sites and Stories. September 28, 2001  [August 16, 2015]. （原始内容存档于June 19, 2015）.
5. ↑  . BBC News. March 19, 1999  [July 17, 2009]. （原始内容存档于October 21, 2014）.
6. ↑  . The Wright Brothers and the invention of the aerial age. The Smithsonian Institution.   [March 5, 2013]. （原始内容存档于January 17, 2015）.
7. ↑  . The Wright Story – Inventing the Airplane, wright-brothers.org.   [March 5, 2013]. （原始内容存档于October 21, 2014）.
8. ↑  . U.S. National Park Service.   [March 5, 2013]. （原始内容存档于June 10, 2015）.

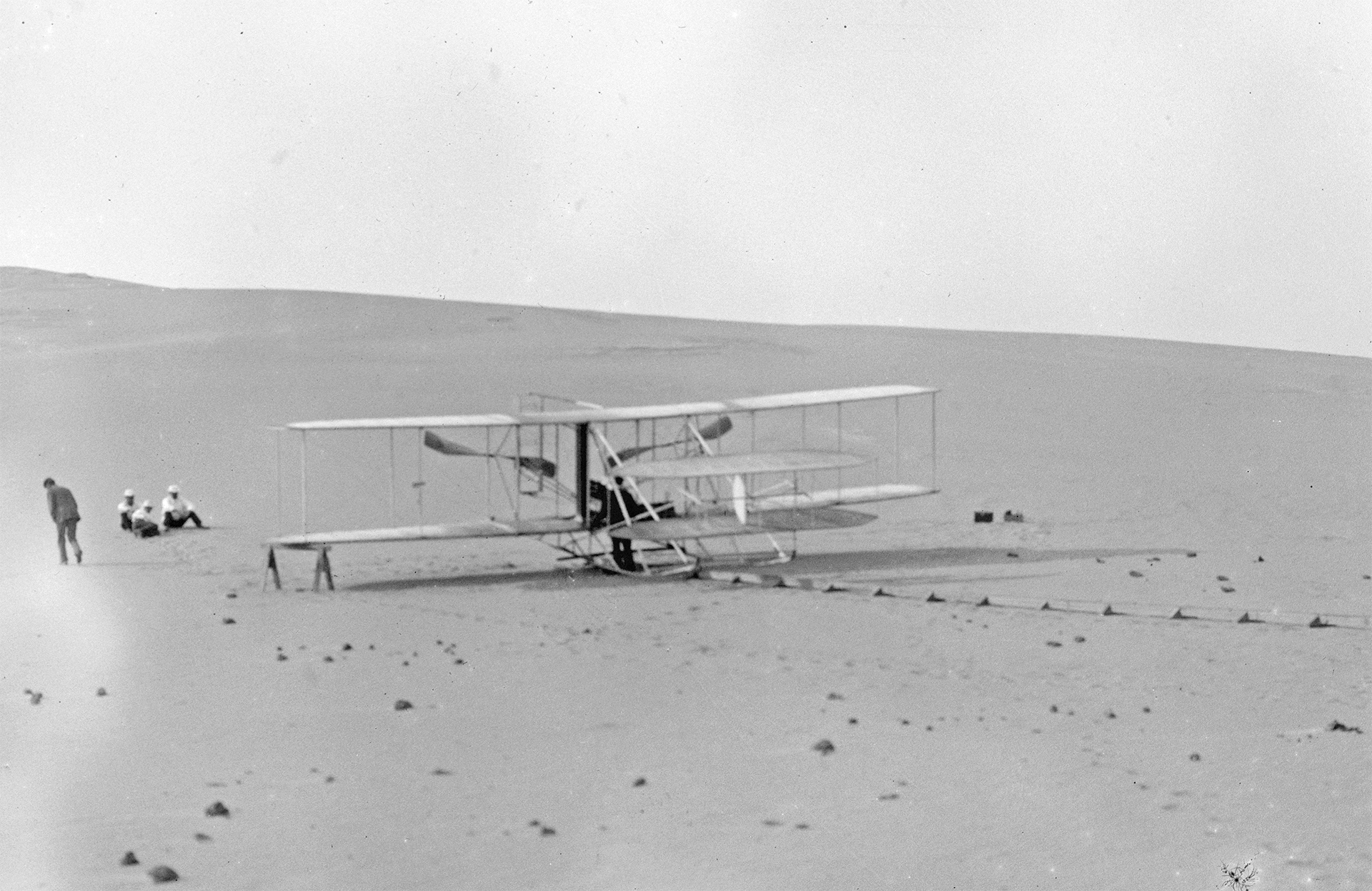
1905年款飞行者的改版飞机正在屠魔岗上空为试飞做最后的调整

9. ↑  Padfield, Gareth D.; Lawrence, Ben.  (PDF). Department of Engineering. The Aeronautical Journal (The University of Liverpool). December 2003, 107 (1078): 697–718  [January 23, 2008]. S2CID 17689037. doi:10.1017/S0001924000013464. （原始内容存档 (PDF)于May 23, 2015）.
10. ↑  Howard 1988, p. 89.
11. 1 2  Jakab, Peter L. . Smithsonian History of Aviation and Spaceflight. Washington, DC: 史密森尼學會. 1997. ISBN 1-56098-748-0.
12. ↑  . May 22, 1906  [July 17, 2022]. US Patent 821393. （原始内容存档于2023-11-02）.
13. ↑  Mortimer 2009, p. 2.
14. 1 2  Crouch, Tom D. . New York, NY: W.W. Norton & Company. 2003. ISBN 0-393-30695-X.
15. ↑  Guroff, Margaret. . Fast Company. 2016-07-08  [2022-03-09]. （原始内容存档于2023-04-16） （美国英语）.
16. ↑  . www.nationalaviation.org.   [2021-12-17]. （原始内容存档于April 25, 2018）.
17. ↑  Roach, Edward J. The Wright Company: From Invention to Industry. Athens, Ohio: Ohio University Press, 2014. ISBN 978-0-8214-2051-5, page 2.
18. ↑  www.americanheritage.com Wright Brothers. 的存檔，存档日期2010-03-15.
19. ↑  Crouch 2003, pp. 56–57.
20. ↑  Wallechinsky and Wallace 2005, p. 12.
21. ↑  Jakab 1997, p. 164.
22. ↑  Crouch 2003, p. 130.
23. ↑  "What Dreams We Have." （页面存档备份，存于） nps.gov. Retrieved: September 21, 2010.
24. ↑  . World Digital Library. 1897  [2013-07-22]. （原始内容存档于2021-05-02）.
25. ↑  Crouch 2003, Chapter 10, "The Year of the Flying Machine" and Chapter 11, "Octave Chanute".
26. ↑  "Wilbur Wright May 30, 1899 Letter to Smithsonian." （页面存档备份，存于） Smithsonian Scrapbook:  Letters from the Archives. Retrieved: September 21, 2010.
27. ↑  Howard 1988, p. 30.
28. ↑  Tobin 2004, p. 92.
29. ↑  Crouch 2003, p. 166.
30. ↑  Tobin 2004, p. 53.
31. ↑  Tobin 2004, p. 70.
32. ↑  Tobin 2004, pp. 53–55.
33. ↑  Crouch 2003, pp. 167–168.
34. ↑  Crouch 2003, pp. 168–169.
35. ↑  Jakab 1997, p. 73.
36. ↑  "Les premières expériences de l'aéroplane de M. Santos-Dumont au champ d'entraînement de bagatelle." (in French) 的存檔，存档日期2007-03-24. aeroclub.com, July 28, 1906. Retrieved: July 14, 2010.
37. ↑  Wright, Wilbur. "Some Aeronautical Experiments." （页面存档备份，存于） Western Society of Engineers, September 18, 1901. Retrieved: July 14, 2010.
38. ↑  Howard 1988, p. 52.
39. ↑  Crouch 2003, p. 198.
40. ↑  . Wright Brothers Aeroplane Co.   [2006-11-17]. （原始内容存档于2006-12-11） （英语）.
41. ↑  Crouch 2003, pp. 188–189.
42. ↑  Dodson, M.G. "An Historical and Applied Aerodynamic Study of the Wright Brothers' Wind Tunnel Test Program and Application to Successful Manned Flight." （页面存档备份，存于） US Naval Academy, Technical Report, Volume USNA-334, 2005. Retrieved: September 21, 2010.
43. ↑  Crouch 2003, p. 225.
44. ↑  "Lift and Drift." Wright Brothers Aeroplane Company. Retrieved: September 21, 2010.
45. ↑  Howard 1988, p. 72.
46. ↑  Anderson 2004, p. 134.
47. ↑  Culick, Fred E.C. "What the Wright Brothers Did and Did Not Understand About Flight Mechanics—In Modern Terms." 的存檔，存档日期2011-07-27. Pasadena, California: American Institute of Aeronautics and Astronautics: California Institute of Technology, Paper AIAA-2001-3385, 37th AIAA/ASME/SAE/ASEE Joint Propulsion Conference and Exhibit, July 8–11, 2001. Retrieved: July 27, 2009.
48. ↑  Langewiesche 1972, p. 163.
49. ↑  Jakab 1997, pp. 183–184.
50. ↑  Crouch 2003, pp. 242–243.
51. ↑  Ash, Robert L. Colin P. Britcher and Kenneth W. Hyde.   "100 Years of Flight: supplement, Prop-Wrights." 的存檔，存档日期2004-07-05. Mechanical Engineering, December 2003.
52. ↑  "Wright Broters Aeroplane Co. of Dayton, Ohio." Wright Brothers Aeroplane Company. Retrieved: September 21, 2010.
53. ↑  Tobin 2004, p. 159.
54. ↑  Tobin 2004, p. 192.
55. ↑  Kelly 2002, pp. 112–113.
56. ↑  Gray, Carroll F.   "The First Five Flights, The Slope and Winds of Big Kill Devil Hill – The First Flight Reconsidered, 1903 – Who Made the First Flight?" （页面存档备份，存于） TheWrightBrothers.org, 2003. Retrieved: September 21, 2010.
57. ↑  Kelly 1943, pp. 101–102.
58. ↑  Abzug, Malcolm J. and E. Eugene Larrabee."Airplane Stability and Control, Second Edition: A History of the Technologies That Made Aviation Possible." （页面存档备份，存于） cambridge.org. Retrieved: September 21, 2010.
59. ↑  Crouch 1989, pp. 271–272.
60. ↑  Howard 1988, pp. 154–155.
61. ↑  Crouch 2003, pp. 273–274.
62. ↑  Crouch 2003, p. 286.
63. ↑  Winchester 2005, p. 311.
64. ↑  . 代顿城市图书馆.   [2007年5月23日]. （原始内容存档于2009年9月5日）.
65. ↑  .   [2011年10月20日]. （原始内容存档于2021年3月8日）.
66. ↑  Tobin 2004, p. 211.
67. ↑  "To Fly is everything!" （页面存档备份，存于） msstae.edu. Retrieved: May 19, 2008.
68. ↑  "Langley." 的存檔，存档日期2007-04-18. Smithsonian National Air and Space Museum. Retrieved: November 21, 2006.
69. 1 2  "History: Prize patrol."[永久] Wright Brothers.org. Retrieved: October 14, 2009.
70. ↑  "Ernest Archdeacon." 的存檔，存档日期2012-10-08. US Centennial of Flight, 2003. Retrieved: October 14, 2009.
71. ↑  "Les vols du 14bis relatés au fil des éditions du journal l'illustration de 1906." 的存檔，存档日期2007-03-24. aeroclub.com. Retrieved: September 21, 2010.
72. ↑  . In Their Own Words. "Wright Brothers Aeroplane Company".   [October 13, 2011]. （原始内容存档于2021-01-25）.
73. ↑  L'Aerophile, August 11, 1908, quoted in Crouch 2003, p. 368.
74. ↑  L'Auto, August 9, 1908, quoted in Crouch 2003, p. 368.
75. ↑  历史上第一位飞机女乘客是切尔西·佩提尔（Thérèse Peltier），她在1908年7月8日搭乘莱昂·德拉格朗热（英语：Léon Delagrange）驾驶的飞机在米兰飞了200米（656英尺）
76. ↑  "Thérèse Peltier." （页面存档备份，存于） Smithsonian, Retrieved: July 3, 2010.
77. ↑  Kill Devil Hills by Harry Combs, page 282, c. 1979 [根据伯雷夫人和伊丽莎白·伯雷（她在1908年8月出生的孩子）于1920年寄赠给奥维尔·莱特的材料写就。]
78. ↑  Kelly 1943, p. 230.
79. ↑  Kelly 1943, pp. 231–232.
80. ↑  Crouch 2003, p. 12.
81. ↑  Wicks, Frank. "Trial by Flyer" 的存檔，存档日期2011-06-29. Mechanical Engineering 100 Years of Flight. Retrieved: September 21, 2010.
82. ↑  "Flying Machines: Construction and Operation, Chapter 23." 的存檔，存档日期2011-10-07. Dayton History Books Online. Retrieved: May 22, 2007.
83. ↑  "Glenn Curtiss and the Wright Patent Battles. 的存檔，存档日期2012-10-22. centennialofflight, 2003. Retrieved: March 7, 2009.
84. ↑  "End Patent Wars of Aircraft Makers." （页面存档备份，存于） The New York Times, August 7, 1917. Retrieved: March 7, 2009.
85. ↑  Crouch 2003, p. 410.
86. ↑  Cragg 1973, p. 272.
87. ↑  Crouch 2003, Chapter 31, "The Mountebank Game".
88. ↑  "Twin Pushers" 的存檔，存档日期2010-02-02. Langley. Retrieved: May 21, 2007.
89. ↑  Howard 1988, Chapter 46: "The Aerodrome Affair".
90. ↑  Crouch 2003, p. 491.
91. ↑  Honious, Ann. 2003, "What Dreams We Have, Appendix C – Tests of the Langley Aerodrome." （页面存档备份，存于） nps.gov. Retrieved: September 21, 2010.
92. ↑  "Image of the Agreement." on archived page of the glennhcurtiss.com website. Retrieved: May 20, 2008.
93. ↑  O'Dwyer, William J. History by Contract:  The Beginning of Motorized Aviation, August 14, 1901: Gustave Whitehead, Fairfield, Conn.. Leutershausen, Germany: Fritz Majer & Sohn, 1978. ISBN 3-922175-00-7.
94. ↑  Crouch 2003, p. 118.
95. ↑  Dayton, Ohio. Following a sinking spell that developed soon after midnight, Wilbur Wright, aviator and aeroplane builder, died of typhoid fever at 8:15 am to-day. Wright had been lingering for many days and though his condition from time to time gave some hopes to members of his family, the attending physicians, Drs. D.B. Conkihn and Levi Spitler, maintained throughout the latter part of his sickness that he could not recover."
96. ↑  "Wilbur Wright Dies of Typhoid Fever. Ill More Than Three Weeks, the End Came at 3:15 o'clock Thursday Morning." New York Times, May 30, 1912. Retrieved: July 21, 2007.
97. ↑  Crouch 2003, p. 449.
98. ↑  Yenne 1987, pp. 44–46.
99. ↑  . 紐約時報. 1948年1月31日. Dayton, Ohio, 30 October 1948, Orville Wright, who with his brother, the late Wilbur Wright, invented the airplane, died here tonight at 10:40 in Miami Valley Hospital. He was 76 years old..
100. ↑  "Who Was First?" （页面存档备份，存于） Wright Brothers Aeroplane Company. Retrieved: September 23, 2010
101. ↑  . FAI NEWS. 2003年12月17日  [2007-01-05]. （原始内容存档于2011年1月13日） （英语）.